# واسب
واسب (بالإنجليزية: WASP)‏ وتعني بروتستانتي أنجلو-ساكوسني أبيض (بالإنجليزية:  White Anglo-Saxon Protestant)‏. ويشمل المصطلح أحيانًا البروتستانت من أصول إيرلندية وألمانية وهولندية وفرنسية ويشمل المصطلح عمومًا يشمل البروتستانت المنتمين للطبقة العليا البرجوازية المتعلمة. ويقصد بهذا المصطلح طبقة من الأمريكيين البيض ذوي الأصول الإنجليزية أو الآيرلندية (الجزر البريطانية) والمنتمين للديانة البروتستانتية المسيحية، خصوصًا المنتمين إلى الكنائس الأسقفية والمشيخية أو الكالفينية والأبرشانيّة، إذ ينتمي غالبيّة الواسب إلى هذه الكنائس. ظهر هذا المصطلح لأول مرة عام 1957 من قبل أندرو هاكر، وراج المصطلح منذ الثمانينيات من القرن العشرين ليشار به أحيانًا إلى الفرد الأميركي الناجح المتعلم. يُستخدم المصطلح أيضاً في أستراليا ونيوزيلندا وكندا لوصف نخب مماثلة.
يعتبر الواسب جزءًا من الطبقة العليا الثريَّة والمتعلمَّة في الولايات المتحدة. أي بمثابة النخبة الاجتماعية التي تتحكم في الاقتصاد والسياسة والمجتمع الأميركي، والعديد من الواسب هم خريجو الجامعات المرموقة في الولايات المتحدة خاصَّةً جامعات رابطة اللبلاب، فقد أسس الواسب العديد من الجامعات المرموقة في الولايات المتحدة مثل جامعة هارفارد وجامعة ييل ومعهد ماساتشوستس للتقنية. على الرغم من إن المجتمع الأميركي يتكون من أقوام وأديان مختلفة، إلا أن الآنجلوساكسون البيض البروتستانت هم الذين أعطوا للولايات المتحدة الأميركية هويتها السياسيَّة والثقافيَّة والدينيَّة والاقتصادية.
لذلك يَعُدُّ الواسب أنفسهم أقرب إلى أرستقراطية أميركية مخصوصة من ناحية التراث الثقافي والأعراف المنقولة عن إنجلترا وأيرلندا، حيث تتسم حياة الواسب بالرفاهية، فيحرص الواسب على الاجتماع في نوادي راقية وشرب الشاي ولعب الغولف، وتقيم عائلاتهم في الأحياء الأكثر ثراءً مثل بوسطن براهمن والضاحية الشرقية العليا في مانهاتن. ومن أبرز عائلات الواسب التاريخية: عائلة روكفلر، ومورجان، وفورد، وروزفلت، وفاندربيلت، وكارنجي، ودو بونت، وآستور، وفوربس، وعائلة بوش. والجدير بالذكر أن جميع الرؤساء الأمريكيّين من هذه الطبقة الاجتماعية، ما عدا الرؤساء جون كينيدي وباراك أوباما وجو بايدن.
حتى عقد 1960 على الأقل، هيمنت هذه المجموعة على المجتمع والثقافة الأمريكية وسيطرت على قيادة الأحزاب اليمينية والجمهوريّة والديمقراطيّة. وعادةً ما كانوا متواجدين بشكل جيد في المؤسسات الماليَّة والتجاريَّة والقانونيَّة والأكاديميَّة الرئيسيَّة، وكانوا على مقربة من احتكار مجتمع النخبة بسبب التزاوج والمحسوبية. ومنذ عقد 1960 بدأت الامتيازات لصالح البروتستانت البيض بالتقلص وفتحت أبواب السلطة لأبناء الأقليات لدخول نادي النخبة السياسيَّة والاجتماعيَّة، وعلى الرغم من أن الواسب لم تعد النخبة الوحيدة في المجتمع الأميركي والقوة المهيمنة التي تحتكر الاقتصاد والسياسية كما كان قبلًا، الاً أنها ما تزال تحتفظ بالمناصب الرئيسية في جميع أنحاء الولايات المتحدة، ولا تزال جزء وقوة مؤثرة ومهيمنة في صفوف النخبة الثقافية والسياسية.
خلال النصف الأخير من القرن العشرين، نمى نفوذ الجماعات الإثنية والعرقية من الخارج وتلاشت هيمنة الواسب. وانتقد الأمريكيون على نحو متزايد هيمنة الواسب واستخفوا بالواسب باعتبارهم مثالًا «للمؤسسة الحاكمة». وبحسب قاموس راندوم هاوس غير المختزل عام 1998 قد يكون مصطلح الواسب «في بعض الأحيان مهين ومُذم». يستخدم علماء الاجتماع المصطلح أحياناً على نطاق واسع جداً ليشمل جميع الأميركيين البروتستانت من أصول شمالية أوروبية أو غربية أوروبيَّة بغض النظر عن طبقتهم أو قوتهم.

## أصل مصطلح
تاريخيًا أستُخدم مُصطلح الأنجلوسكسونيون لعدة قرون للإشارة إلى اللغة الأنجلوسكسونية المستعملة في إنجلترا قبل عام 1066، ومنذ القرن التاسع عشر بدأ استعمال المصطلح للإشارة إلى الأشخاص ذوي الأصول الإنكليزية.
وقُدِّم أول تعريف لمصطلح الواسب من قبل المفكر في العلوم السياسية أندرو هاكر في عام 1957، على الرغم من أن المصطلح كان قد أُستخدم وأستعمل بين علماء الاجتماع من قبل:
| واسب                                          | هؤلاء الوسب، بحسب تعاريف علماء الاجتماع، أثرياء ومن أصول أنجلوسكسونية وهم من البروتستانت، وينتمون إلى الكنيسة الأسقفيَّة بشكل خاص، يميل الواسب إلى السكن في الساحل الشرقي أو في أنحاء سان فرانسيسكو، وحصلوا على تعليمهم في مدارس البريب المرموقة وجامعات رابطة اللبلاب، بالإضافة إلى امتلاكهم ثروة موروثة. | واسب |
| — أندرو هاكر، كتاب العلوم السياسية الأمريكية. | |      |

أصبح المصطلح أكثر شعبية من قبل عالم الاجتماع وأستاذ جامعة بنسلفانيا البروفسور ادوارد ديغبي بالتزيل في عام 1964 من خلال كتابه المؤسسة البروتستانتية: الإرستقراطية والطبقة الاجتماعية في أمريكا. وشدد بالتزيل على الخاصيّة الطبقية والطائفية للواسب، قائلًا:
| واسب                                                                                           | هناك أزمة في القيادة الأميركية في منتصف القرن العشرين ويعود ذلك كما أعتقد، إلى انخفاض سلطة المؤسسين، والتي تقوم اليوم قاعدته على طبقة البيض الأنجلو ساكسون البروتستانت، أو الواسب، أبناء الطبقة العليا. | واسب |
| — ادوارد ديغبي بالتزيل، كتاب المؤسسة البروتستانتية: الارستقراطية والطبقة الاجتماعية في أمريكا. | |      |

### التوسع في المصطلح

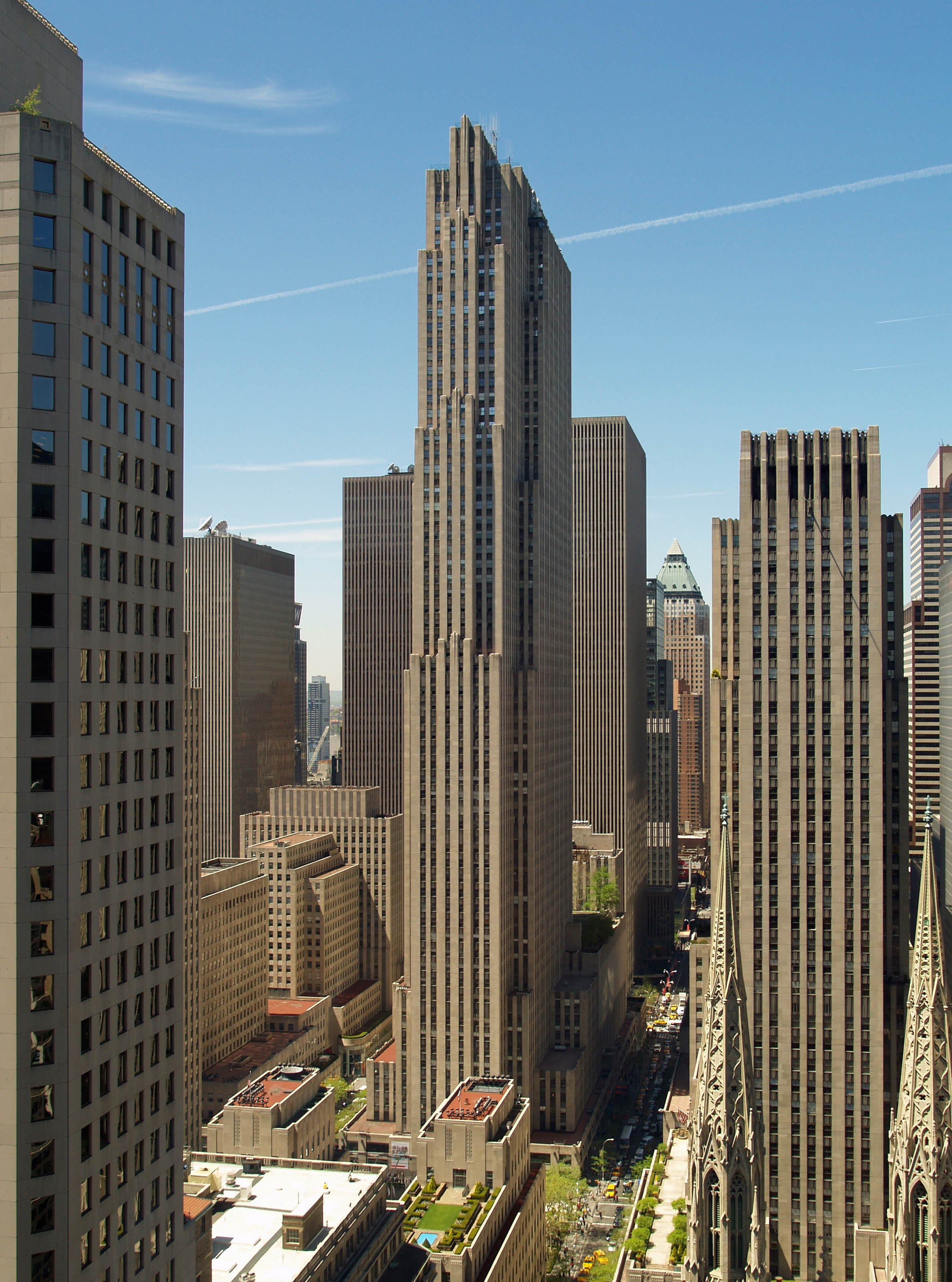
مركز روكفلر، في مانهاتن، مدينة نيويورك، وتعود إلى أسرة روكفلر إحدى أكثر أسر الواسب والعالم ثراءً.

لاحظ عالما الاجتماع وليام طومسون وجوزيف هيكي توسع نطاق تغطية المصطلح على مر الزمن:
| واسب                                            | الواسب مصطلح له عدة معاني، في علم الاجتماع المصطلح يعبّر عن جزء من سكان الولايات المتحدة الذين أسسسوا الأمة الأمريكيّة وجعلوا تراثهم وثقافتهم ثقافة وتراث الولايات المتحدة، أصبح المصطلح اليوم أكثر شمولية. لكثير من الناس، الواسب يشمل الآن معظم السكان البيض ممن ليسوا أعضاء في أي مجموعة أقلية. | واسب |
| — وليام طومسون وجوزيف هيكي، المجتمع تحت المجهر. | |      |

يتنمي الواسب إلى المسيحية البروتستانتية، وتتنوع مذاهبهم بداءً من البروتستانتية الليبرالية إلى البروتستانتية الأصولية بالرغم من هذا التنوع، تقليدياً شمل المصطلح الواسب من أتباع الكنائس الأسقفية والمشيخية أو الكالفينية والأبرشانيّة وغيرها من الكنائس البروتستانتية الخط الرئيسي، ولكن هذا المصطلح قد توسَّع ليشمل طوائف بروتستانتية مختلفة. كما فإن ذوي الأصول الإنجليزية والآيرلندية والإسكتلندية هم المجموعات العرقية التي غالبًا ما يقصدها المصطلح، بالإضافة لهؤلاء يشمل المصطلح أيضًا البروتستانت أبناء الطبقة العليا والمكانة الاجتماعية العالية لذوي الأصول والخلفيّة الأوروبية الشمالية والأوروبية الغربية مثل ذوي الأصول والخلفيّة الألمانية، الهولندية والفرنسية (الهوغونوتية)، والإسكندنافية، لكن لا يشمل المصطلح بشكل عام كل من الكاثوليك واليهود وغير البيض من الأثرياء وممن يحظون بمكانة اجتماعية مميزة.
وفقاً لعالم الاجتماع تشارلز أندرسون: «الإسكندنافيين هم واسب من الدرجة الثانية»، ويعلق «أنه من الأفضل أن تكون واسب من الدرجة الثانية على أن تكون من غير الواسب». ولاحظ علماء الاجتماع ويليام طومسون وجوزيف هيكي التوسع في تغطية مصطلح خارج المجتمع الأكاديمي، حيث أن مصطلح الواسب له معان كثيرة. وفقاً لهم في علم الاجتماع، يعكس هذا المصطلح جزء من سكان الولايات المتحدة الذين أسسوا الأمة ويعود تراثهم إلى شمال غرب أوروبا. لكن أصبح لاحقاً المصطلح أكثر شمولاً، حيث بالنسبة للعديد من الأشخاص، يشمل الآن مصطلح «الواسب» معظم الأشخاص «البيض» الذين ليسوا أعضاء في أي مجموعة من الأقليات العرقية أو الدينية في الولايات المتحدة.
في السنوات الأخيرة، ظهرت استخدامات آخرى للمصطلح تقتصر في الولايات الشمالية والشرقية للإشارة إلى نمط أزياء وحياة الواسب مثل البريب واليانكي أو الأربعمائة وهو مصطلح ظهر في مدينة نيويورك ويقصد به الواسب أبناء المجتمع الراقي في مدينة نيويورك. مع تحسن الأوضاع الاجتماعية-الاقتصادية لعدد من المجوعات الدينيَّة والعرقيَّة في الولايات المتحدة خاصًة كل من الكاثوليك واليهود، لم يعد الواسب وحدهم المسيطرين تمامًا على النخب الاجتماعية والسياسية والاقتصادية، لكن على الرغم من ذلك ما يزال الوسب يشكلّون القاعدة الأساسيَّة للنخبة الأمريكية التي تتحكم في الاقتصاد والسياسة والمجتمع الأميركي.

## التاريخ

### الاستيطان الأوروبي

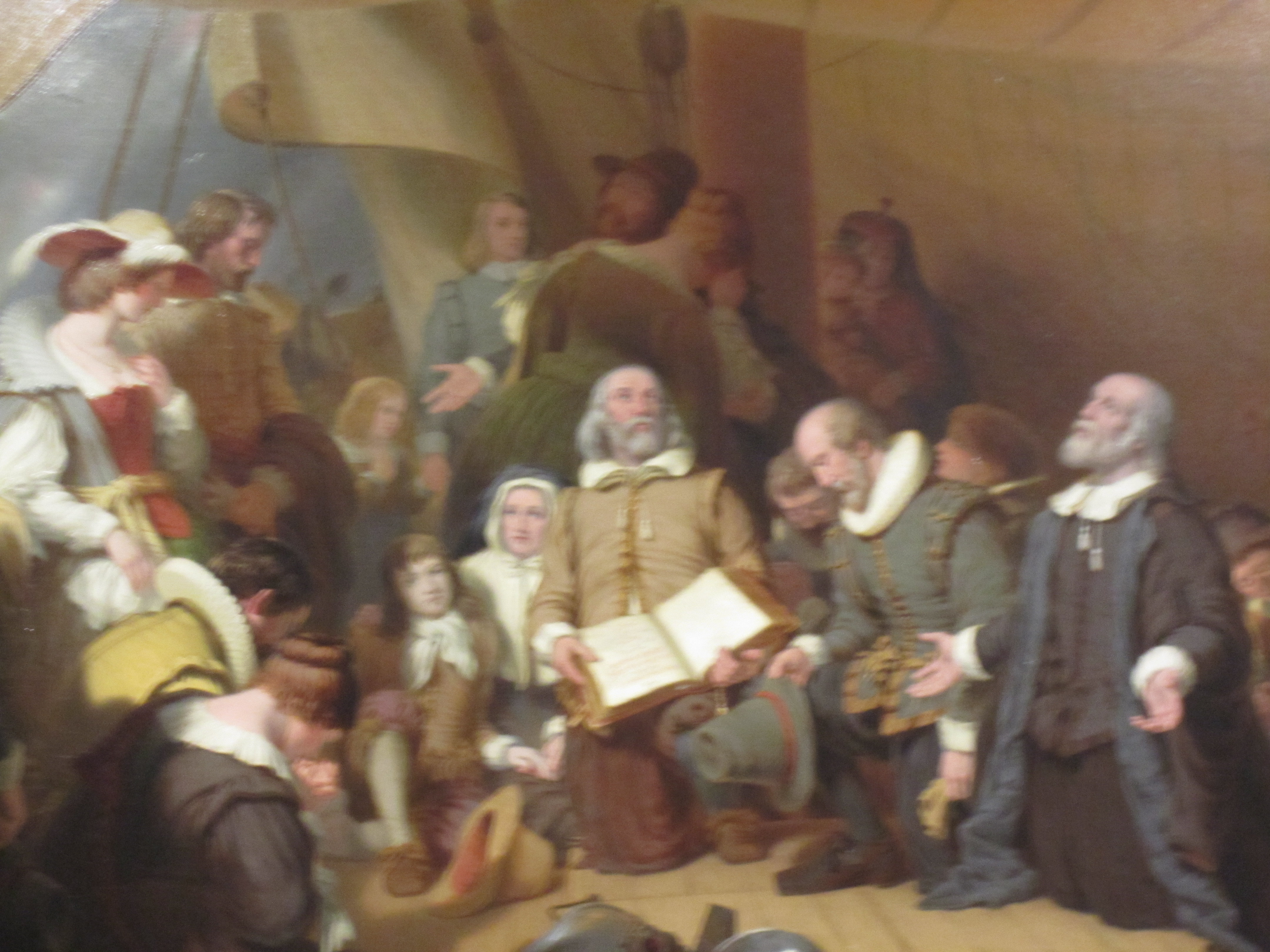
انطلاق الحجاج، للفنان الأميركي روبرت وير والتر في متحف بروكلين، في مدينة نيويورك.

في عام 1492، وصل المستكشف الإيطالي كريستوفر كولومبس بموجب عقد مع الملكية الأسبانية إلى العديد من جزر البحر الكاريبي، والذي يعد أول اتصال مع السكان الأصليين. في اليوم الثاني من شهر أبريل عام 1513، وصل الكونكيستدور الأسباني خوان بونسي دي ليون إلى ما دعاه حينها «لا فلوريدا» وهو أول وصول أوروبي موثق لما أطلق عليه لاحقاً الولايات المتحدة. تبعت المستوطنات الإسبانية في المنطقة مستوطنات أخرى في جنوب غرب الولايات المتحدة، والتي دفعت بالآلاف نحو المكسيك. أقام تجار الفراء الفرنسيون نقاطاً تجارية تابعة لفرنسا الجديدة حول منطقة البحيرات العظمى؛ كما سيطرت فرنسا على الكثير من المناطق الداخلية في أمريكا الشمالية وصولاً إلى خليج المكسيك. تعد مستعمرة فرجينيا أول استيطان إنجليزي ناجح في جيمستاون في عام 1607، بالإضافة إلى مستعمرة بلايموث في عام 1620. أسفر استئجار مستعمرة خليج ماساشوستس في عام 1628 إلى موجات من الهجرة، وفي عام 1634، استوطن نحو 10,000 من البيوريتانيين نيو إنجلاند هربًا من اضطهاد تشارلز الأول ملك إنجلترا وكانت قد سبقهم موجة عام 1620 هربًا من اضطهاد جيمس الأول ملك إنجلترا، وحمل المهاجرون أموالهم إلى العالم الجديد، وعدوا أنفسهم شعب الله المختار، وأنّ عليهم أن يتمموا رسالة العبرانيين القدماء، ونظروا إلى دولتهم في نيو إنجلاند على أنها إسرائيل الجديدة، وفيها تقوم أورشليم الجديدة. ابتداءً من عام 1614، استقر الهولنديون على ضفاف نهر هدسون بما في ذلك نيو أمستردام التي تقع في جزيرة مانهاتن.

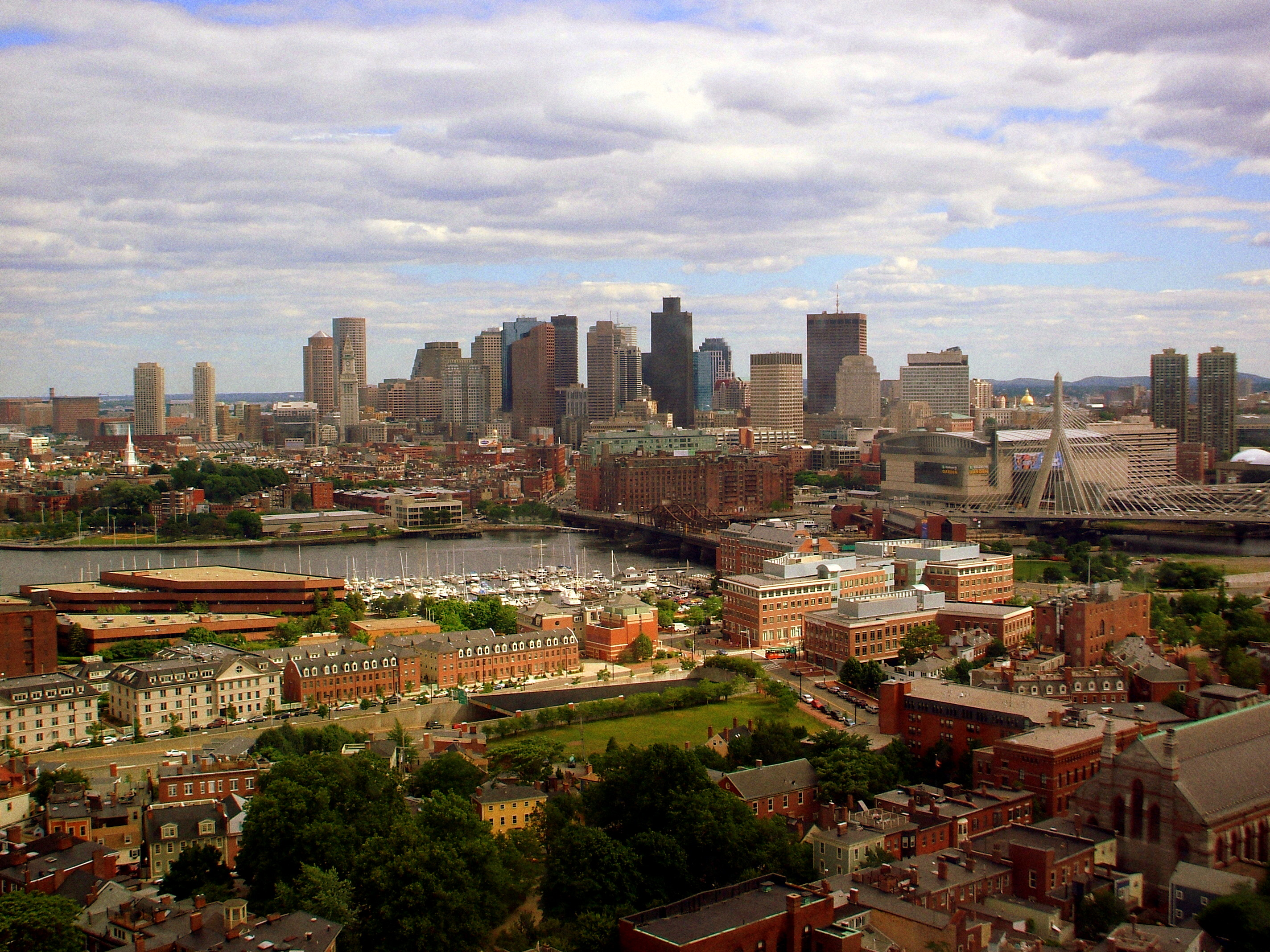
صورة لمدينة بوسطن، وهيَ العاصمة غير الرسميَّة للمنطقة المعروفة نيو إنجلاند ومن معاقل الواسب.

أسسّ البيوريتانيون والذين أطلق عليهم الآباء الحجاج أولى المستعمرات الأوروبية، شكلت مستوطنات البيوريتانيين مهد الولايات المتحدة وأثّر البيوريتانيون في الفكر الدستوري الديمقراطي وفي الممارسة السياسية في أمريكا. فقد أكدوا على كرامة الإنسان واستقلال ضميره. وتركوا للحكام في المراحل المبكرة حرية الاجتهاد، إلا أنه اقترب من الديمقراطية بتأكيده الفردية، وإقامة نظام للتعليم العام، وحق مقاومة انحراف الحكام، وسيادة القانون، والتقيّد بالنصوص التشريعية فيما يتعلق بشؤون الحكم.
ان رفض البيوريتانيين للحماسة، وتفضيلهم للعقل كوسيلة لعرض العقيدة الدينية، والتعريف بها، أكدّ حاجتهم إلى نظام تعليمي حكومي، كشرط لإقامة حكومة حرة عندما يكون الناخبون على قدر من الوعي والثقافة. ومن الصفات التي تميز بها البيوريتانيون، ميلهم إلى التسوية في القضايا الخلافية. وان التسوية كوسيلة لتوازن العلاقات بين البشر يمكن إرجاعها إلى البيوريتانيين في نيو إنجلاند.
بعض الباحثين ربط بين البيوريتانيين وهم من الكالفينين في الاقتصاد والرأسمالية في الولايات المتحدة الاميركية. فقد حثت تعاليمهم بان يكونوا منتجين بدلاً من مستهلكين ويستثمروا أرباحهم لخلق المزيد من فرص العمل لمن يحتاج وبذلك تمكنهم في المساهمة في بناء مجتمع منتج وحيوي. ومن الآثار المهمة للحركة التطهرية، بسبب تأكيدها حرية الفرد، ظهور برجوازية جديدة، فالحرية الفردية وما رافقها من نجاح في مجال الصناعة، جعل أتباع البيوريتانية يهتمون بالثروة والمتعة وحب التملك بدلاً من البحث عن خيرات الأرض بالسعي والجد. كذلك كان لهم تأثير في التعليم إذ كانوا متعلمين ويعرفون القراءة والكتابة.

### الاستقلال

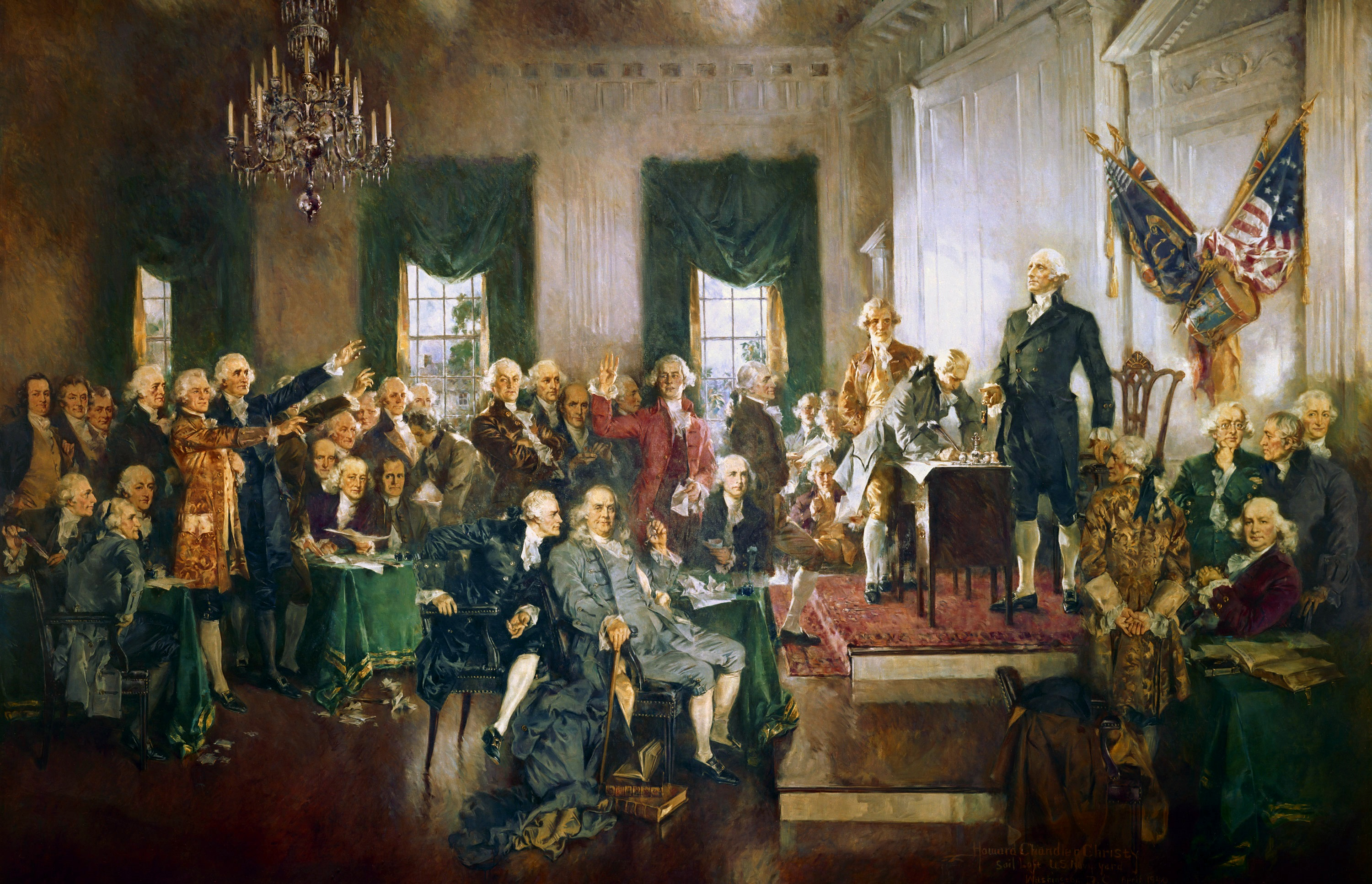
مشهد توقيع دستور الولايات المتحدة بريشة هوارد تشاندلر كريستي.

أدى التوتر بين المستعمرين الأمريكيين والبريطانيين خلال الفترة الثورية في ستينات وأوائل سبعينات القرن الثامن عشر إلى حرب الاستقلال الأمريكية، والتي دارت أحداثها بين عامي 1775-1781. في اليوم الرابع عشر من شهر يونيو عام 1775، أسس المؤتمر القاري الثاني الذي عقد في فيلادلفيا جيشاً قارياً بقيادة جورج واشنطن. أعلن المؤتمر أن «كل الناس قد خلقوا متساوين» ووهبوا «بعض الحقوق غير القابلة للتغيير»، كما اعتمد المؤتمر إعلان الاستقلال الذي صاغه توماس جيفرسون في الرابع من شهر يوليو 1776. يحتفل بذاك التاريخ سنوياً كونه عيد استقلال أمريكا. في عام 1777، أسست مواد الاتحاد الكونفدرالي حكومة اتحادية ضعيفة ظلت قائمة حتى عام 1789.
بعد هزيمة بريطانيا من قبل القوات الأمريكية بمساعدة من فرنسا وإسبانيا، اعترفت بريطانيا باستقلال الولايات المتحدة وسيادتها على الأراضي الأمريكية الواقعة غرب نهر المسيسبي. عقد بعد ذلك مؤتمر دستوري في عام 1787 من قبل أولئك الذين يرغبون في إقامة حكومة وطنية قوية لها سلطات ضريبية. تم التصديق على دستور الولايات المتحدة في عام 1788، وتسلم أول مجلس شيوخ ونواب ورئيس (جورج واشنطن) للولايات المتحدة مهامهم في عام 1789. جرى تبني وثيقة الحقوق في عام 1791، والتي تمنع تقييد الحريات الشخصية وضمان الحماية القانونية. بحسب الموسوعة البريطانية فقد تأثر الآباء المؤسسون للولايات المتحدة عند كتابة دستور الولايات المتحدة من تعاليم الكتاب المقدس والقيم المسيحية؛ دينيًا انتمى غالبية الآباء المؤسسين إلى المسيحية البروتستانتية، خصوصًا المنتمين إلى الكنيسة الكنيسة الأنجليكانية والمشيخية والأبرشانية، وهم ممن سيعرفون فيما بعد بالواسب.
عقب استقلال الولايات المتحدة من بريطانيا عام 1783. رغم إنها انفصلت كنيسة الولايات المتحدة الأنجليكانية عن الكنيسة الام في إنكترا إلا أنها ظلت تتمسك بالإيمان الأنجليكاني وحافظت على الأنجليكيين في أمريكا، ودعيت بالكنيسة الاسقفية. واعتبرت نفسها كنيسة بروتستانتية وأصبحت فيما بعد عضواً في الكنائس الأنجليكانية وأصبحت أكبر الكنائس وأكثرها انتشاراً، وأصبح لكل ولاية أمريكية أسقف وكل اسقف ولاية يزعم الكنائس الموجودة في مقاطعات الولاية. تاريخ كنيسة الاسقفية طويل وعرفت بأنها من أقدم الكنائس وأشهرها في تاريخ الولايات المتحدة كما أن الآباء المؤسسون للولايات المتحدة كان أغلبهم من أبناء الكنيسة الاسقفية مثل جورج واشنطن وبنجامين فرانكلين وغيرهم. كان لاحتضان هذه الكنيسة رموز الوجود البريطاني في المستعمرات الأميركية، مثل النظام الملكي، والاسقفيه، وحتى لغة كتاب الصلاة، أثر هام على نفوذ أتباعها إذ بسبب كونهم ورثة أصحاب الأملاك والثروات من الإنجليز فقد حافظوا على موقعهم الاجتماعي كأبناء طبقة مرفهة وثرية وذات نفوذ. بالإضافة إلى نفوذهم السياسي. خلال هذه الفترة انبثق عن البيوريتانيين الكنيسة المشيخية والأبرشانيون، وهم أيضًا حافظوا على مكانتهم الاجتماعية العالية بالرغم من استقلال الولايات المتحدة، خلال هذه الفترة قدم من فرنسا عدد كبير من الهوغونوت، وهم بروتستانت ينتمون إلى المذهب الكالفيني المشيخي، وكان أغلبهم من الملاك والاثرياء أو أبناء الطبقة الوسطى، وحمل الهوغونوت أموالهم وثرواتهم إلى الولايات المتحدة. وظهرت عدد من عائلات الهوغونت فاحشة الثراء مثل أسرة دي بونت. وبالتالي شكلت الكنيسة الأسقفية والمشيخية أو الكالفينية والأبرشانيّة القاعدة الرئيسية للواسب.

### الثورة الصناعية والتصنيع

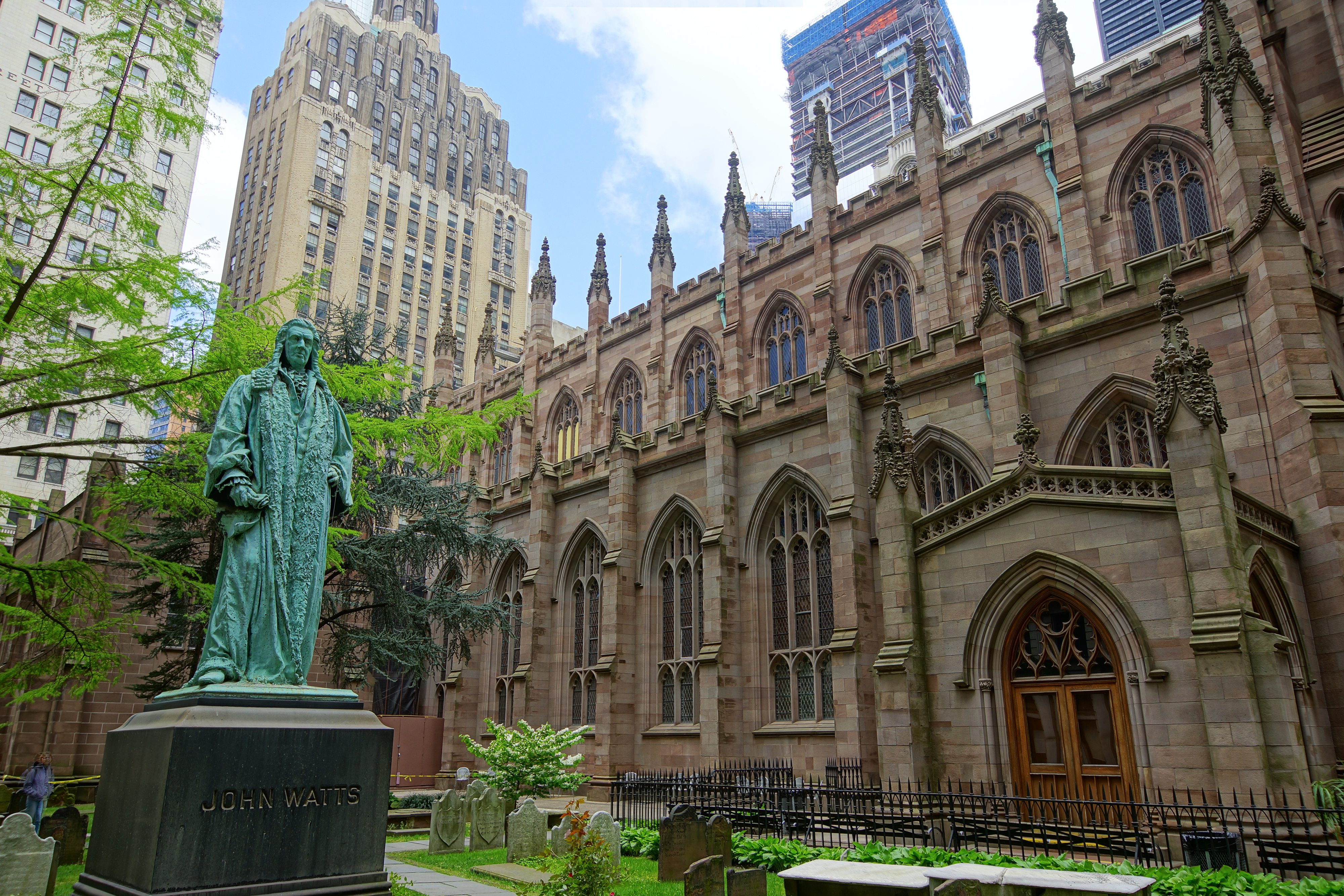
كنيسة الثالوث المقدس في وول ستريت مانهاتن، مدينة نيويورك، وهي من كنائس الواسب التاريخية.

تعتبر أخلاق العمل البروتستانتية كقيم الموثوقية، والادخار، والتواضع، والصدق، والمثابرة والتسامح، أحد أسباب نشأة الثورة الصناعية. وظهر في هذا العصر مصطلح المال القديم. ارتبطت أماكن مثل مقاطعة فيرفيلد، كونيتيكت، وستشستر، نيويورك؛ ساحل جزيرة لونغ الذهبي، والجانب العلوي الشرقي من مانهاتن، بوانت ديترويت غروس، خليج بوسطن ومنارة هيل؛ نيوبورت (رود ايلاند)؛ ساحل شيكاغو الذهبي، بالمال القديم أو الاثرياء القدماء.
مصطلح المال القديم مصطلح يقصد به أبناء وورثة من اغتنوا خلال الثورة الصناعية في القرن التاسع عشر، ويشمل المصرفيين، وأصحاب شركات البناء. تقليديًا، كان المصطلح مرتبطًا أيضًا مع ملاك الأراضي. غالبية «المال القديم» (بالإنجليزية: Old Money)‏ أو «الأثرياء القدماء» كانوا من خلفية أنجلوسكسونيونية بروتستانتية.
خلال الأعوام 1830 انقسمت طبقة الواسب إلى قسمين الطبقة العليا العلوية والطبقة العليا السفلى، فالطبقة العليا العلوية كانت من عائلات غنية تقليديًا. بينما الطبقة العليا السفلى هم من كسبوا أموالهم من الاستثمارات والأعمال التجارية بدلًا من الميراث. وعلى النقيض من الأثرياء الجدد، كان أبناء عائلات الطبقة العليا العلوية ينظر إليهم على أنهم أبناء طبقة «شبه ارستقراطية». إذ عاشوا من الميراث المتوارث بدلًا من الثروة المكتسبة. كذلك في القرن التاسع عشر اتسعت الفوارق الاقتصادية بين السكان وفقًا لانتمائهم الديني،، فمثلًا في المجتمع البروتستانتي أعتبر الأسقفيون والمشيخيين والأبرشانيين والكويكرز المجموعة الأكثر ثراءً وعماد الطبقة الثريَّة، بينما شكل أتباع المذهب اللوثري وميثودي أغلبية أبناء الطبقة الوسطى، ويندرج أتباع الكنيسة المعمدانية والخمسينية ضمن الطبقات الأكثر فقرًا. كذلك الأمر بالنسبة للكاثوليك واليهود حيث انتمى أغلبهم إلى الطبقات الوسطى والفقيرة في ذلك الوقت. لا تزال هذه الفوارق موجودة بالنسبة للمجتمع البروتستانتي.

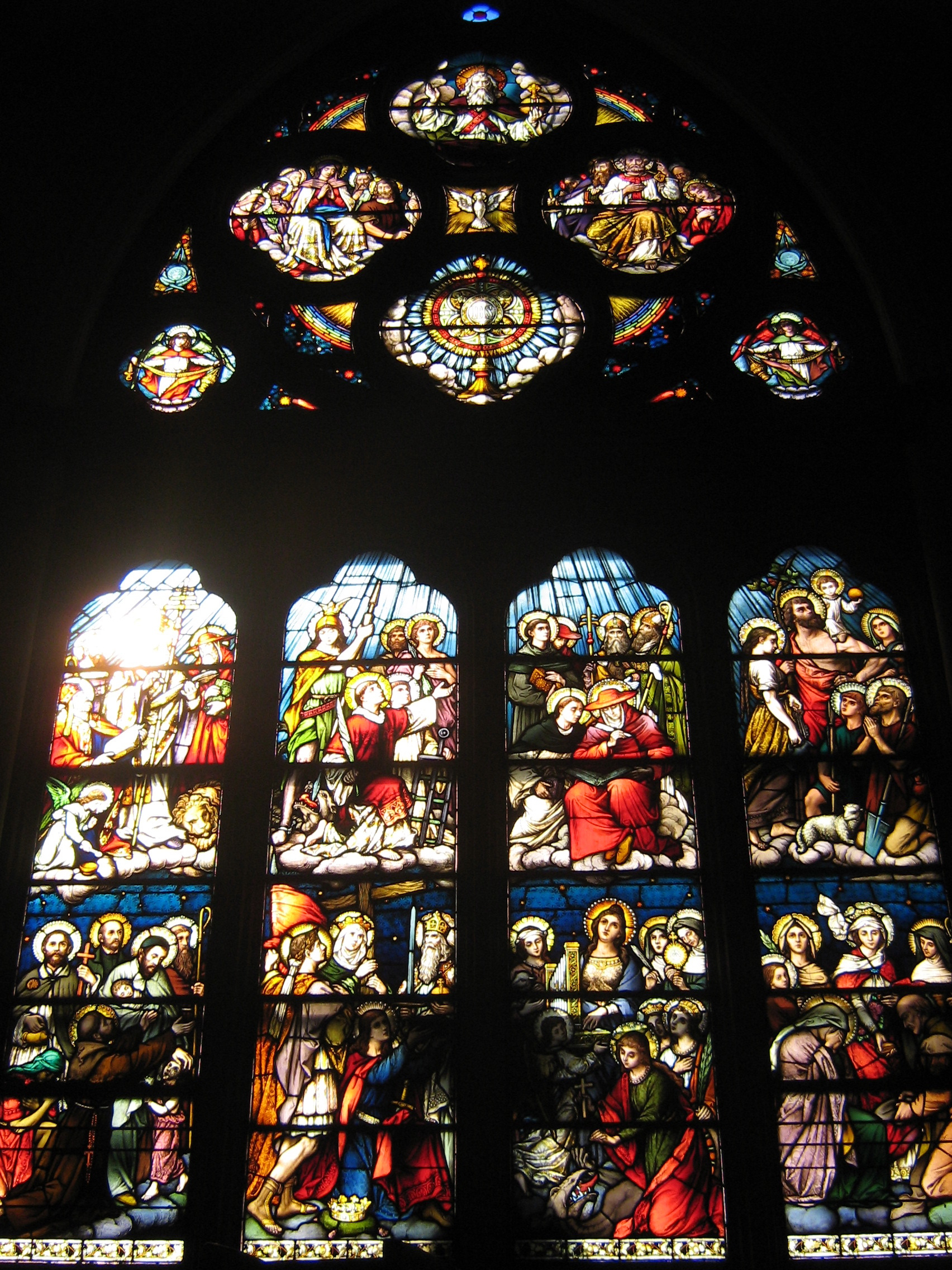
رسم على زجاج ملون يُظهر قصص من الكتاب المقدس داخل الكنيسة الوطنية في واشنطن العاصمة.

في القرن التاسع عشر كان أتباع الكنيسة الاسقفية الكنيسة المجموعة الدينية الأكثر نجاحًا من ناحية النفوذ السياسي والاقتصادي، مما دعى عدد من الأثرياء الجدد إلى التحول للكنيسة الاسقفية من أجل المكانة الاجتماعية. كذلك كان للواسب عن طريق الحزب الجمهوري الفضل في تبني السياسات التي أفضت إلى تحرير الأميركيين من أصل أفريقي من العبودية حيث أن فكرة تأسيس الحزب انبثقت من تحرير العبيد في القرن التاسع عشر. بالإضافة فقد جعلت الصحوة الكبرى الثانية التي بدأت عام 1800 تقريباً من الإنجيلية قوة خلف العديد من الحركات الإصلاحية الاجتماعية المختلفة مثل إلغاء العبودية.
خلال القرن التاسع عشر ظهرت عدد من أسر الواسب التي كونت ثروة فاحشة وهيمنت على الاقتصاد الأميركي واحتكرت العديد من المجالات مثل المصارف وشركات البورصة، ومن هذه العائلات كانت عائلة روكفلر التي تنتمي إلى الكنيسة المعمدانية، على الرغم من أن مؤسس الأسرة جون دافيسون روكفلر كان من اصول متواضعة وأعتبر في البداية من الأغنياء الجدد، وقد تمكن روكفلر من السيطرة على نحو 90% من صناعة تكرير النفط في الولايات المتحدة بحلول عام 1879 ارتفعت ثروة روكلفر ليصبح أغنى شخص في التاريخ. مع مرور الوقت، أصبح روكفلر يعتبر من «المال القديم» وقد تم تمرير أموالهم من جيل إلى جيل، ونَسبُه لا يزال من الأثرياء. وجون بيربونت مورجان وكان رجل أعمال أمريكي، جامع تحف فنية، وأحد أكثر المهيمنين على المصارف في وقته.
بدأت ثروة عائلة دو بونت في عام 1803، لكنها تحولت إلى عائلة فاحشة الثراء عن طريق بيع البارود خلال الحرب الاهلية الأمريكية. قبل الحرب العالمية الأولى، أصدرت عائلة دوبونت تقريبًا جميع البارود الأمريكي. في عام 1968، أعلن فرديناند لندبرغ أن أسرة دو بونت إحدى أكثر الأسر ثراءً في العالم. وانتمت أسرة دي بونت إلى الكنيسة المشيخية. كذلك فقد صنعت عائلة فاندربيلت اسمها عن طريق صناعة السكك الحديدية وغيرها من الاستثمارات. لقد كانت من العائلات البارزة والثرية في الولايات المتحدة لمدة 200 سنة. كذلك فقد صنعت أسرة أستور ثروتها في القرن 19، من خلال العقارات وصناعة الفنادق وغيرها من الاستثمارات.

### القرن العشرين

الاخوة كينيدي، جون كينيدي، أول رئيس كاثوليكي للولايات المتحدة بجانب أخويه، روبرت وإدوارد كنيدي.

حاول أصحاب الثروات الطائلة من الواسب تحسين الصور المأخوذة عنهم، في إنشاء منظمات خيرية تهتم بصحة الفقراء وتعزيز مستوياتهم الثقافية ومساعدة المؤسسات المسيحية ماديًا، والابتعاد عن التعامل المباشر في قمع العمال، على سبيل المثال، أسسجون دافيسون روكفلر مؤسسة روكفيلر كذلك عرف عن جون بيربونت مورجان بنشاطاته الخيرية وفي بناء الكنائس.
في الحرب العالمية الأولى، ساد قلقٌ حيال الحرب يتعلق بواقع شركات البيض البروتستانت. بالرغم من ذلك فقد حصل مثلًا جون بيربونت مورجان على 30 مليون دولار كعمولة لصفقة مباشرة أجراها الحلفاء بقيمة 3 مليارات دولار، وكسب ملايين عدة على قرض أنغلو فرنسي بقيمة 500 مليون دولار. ظهرت نزعات تخص الجانب العنصري واستحداث قومية أمريكية وهويتها بروتستانتية أنجلو-ساكوسنية من خلال رسم مواصفاتها من قِبَل الطبقة الثرية الحاكمة، فأُغلقت الأبواب في وجه السلافيين والإيطاليين الكاثوليك واليهود بين عامي 1921 و1924.
خلال الأعوام 1901 و1933 و1974 وصلت إلى رئاسة الولايات المتحدة عدد من أسر الواسب الفاحشة الثراء مثل أسرة فورد وروزفلت، بلغت عملية توزيع الثروة قمة كبيرة جدًا من عدم المساواة، عندما كانت الهوة بين الأغنياء والفقراء أوسع منها في أي وقت آخر من القرن العشرين وقد اتخذت أيضًا منحى طائفي.
في عام 1929 وقعت الأزمة المالية مسببة بانهيار الأسواق المالية. حتى بعد الخروج من الأزمة عادت عملية انتقاد الطبقة الثرية وشحذ السكاكين للهجوم على 60 عائلة بروتستانتية كبيرة لأنها بالغت في تأثيرها في إدارة البلاد والهيمنة عليها. وقد ساعد الرئيس فرانكلين روزفلت وهو سليل أسرة نافذة من الواسب التقليل من نفوذ تلك العائلات وإدخال الطبقى الوسطى لتصبح من العناصر السياسية الاحترافية في الطبقة الحاكمة. وحدث انعطاف شديد منذ أيام الرئيس ثيودور روزفلت في التسامح عن طريق إدخال غير البروتستانت الأنجلو-ساكوسن إلى دائرة النخب الإدارية والحاكمة، حتى لو كانوا كاثوليك أو يهود أو أميركيين من أصل أفريقي.
مع تقلص نفوذ الطبقة البروتستانتية الثرية ظهر بالمقابل على الساحة السياسيّة أفراد وأسر سياسية من غير البروتستانت الأنجلو-ساكوسن ولعل أشهر تلك العائلات عائلة كينيدي الكاثوليكية ذات الأصول الإيرلندية لتكسر احتكار الواسب للسياسية الأمريكية، وكان لتولي جون كينيدي رئاسة الولايات المتحدة منذ 1961 وحتى اغتياله في 1963 منعطف هام في تقلص النفوذ البروتستانتي الأنجلو-ساكوسني في السياسية الأمريكية، وقبلها كان يمثل ولاية ماساتشوستس من 1947 وحتى 1960 بداية كعضو في مجلس النواب ولاحقًا في مجلس الشيوخ. انتخب لرئاسة أمريكا مرشحًا عن الحزب الديمقراطي وعمره في ذلك الوقت 43 عامًا وذلك في انتخابات عام 1960 والتي واجه فيه خصمه الجمهوري ريتشارد نيكسون، وقد ربح في تلك الانتخابات بفارق ضئيل. وهو الرئيس الأمريكي الكاثوليكي الوحيد.

### في العصر الحديث

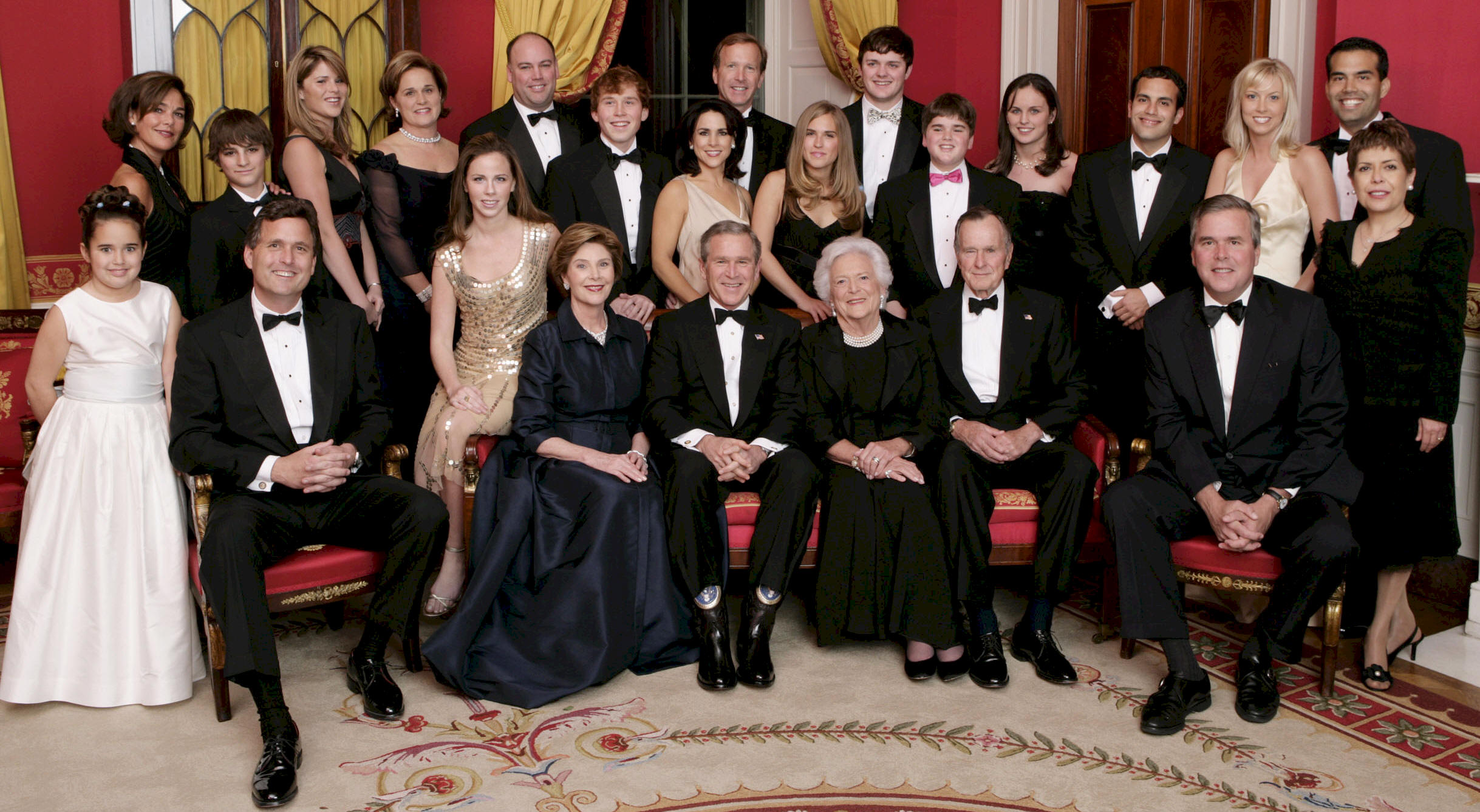
آل بوش، وهي من العوائل الأنجلو-ساكوسن البروتستانتية النافذة سياسيًا واقتصاديًا واجتماعيًا.

قبل وخلال الحرب العالمية الثانية كان الأنجلو-ساكوسن البروتستانت القوة المهيمنة على السياسية الأمريكية والمجموعة المحتكرة للاقتصاد الأميركي، لكن مع نهاية الحرب العالمية الثانية بدأت الامتيازات لصالح البروتستانت بالتقلص وفتحت أبواب السلطة لأبناء الأقليات لدخول نادي النخبة السياسيَّة والاجتماعيَّة. اعتمدت الأقليات لتحسين أوضاعها الاجتماعية والاقتصادية من خلال تطوير نظامها التعليمي بعيدًا عن مدارس وجامعات النخبة البروتستانتية البيضاء. فمثلًا طوّر الكاثوليك شبكة كبيرة من المدارس والجامعات الكاثوليكية خاصًة من خلال رهبانيّة اليسوعيين، وتحظى الجامعات الكاثوليكية في الولايات المتحدة بسمعة حسنة وتُعرف بمستواها العالي فمثلًا جامعة جورجتاون، والتي حسب التصنيف الأكاديمي تحتل بين أفضل 100 جامعة في العالم، وجامعة النوتردام وتعتبر إحدى أفضل وأعرق جامعات الولايات المتحدة. وكلية بوسطن وغيرها. كذلك الأمر بالنسبة لليهود الأميركيين إذ ووفقًا للحاخام اليهودي شمولي بوتيتش فإنه بعد محرقة الهولوكوست رأى زعماء الطائفة اليهودية أن المال هو الضمان الأفضل لاستمرارية اليهودية، فوجود يهود أثرياء يضمن حشد التأييد لإسرائيل وبناء مؤسسات مجتمعية حيوية من شأنها أن تؤدي إلى ولادة أثرياء جدد.
أدّت المؤسسات التعليمية الكاثوليكية واليهودية إلى رفع مستوى الاقتصادي واجتماعي لأبنائها فأصبح الكاثوليك من الأصول الإيطالية والأيرلندية بعدما كانوا يُعتبرون جاليات فقيرة، أصبحوا اليوم يشكلون جزءًا هامًا من النخبة الثرية والمتعلمة ويحتلون مراتب عالية في متوسط الثروة الصافية، كذلك الأمر ينطبق على اليهود الأميركيين إذ يعتبرون اليوم من المجموعات الأكثر ثراءً في الولايات المتحدة.
تبرز نجاحات المؤسسات والمجتمعات الكاثوليكية في الآونة الأخيرة، فمثلًا جامعة جورجتاون الكاثوليكية، أظهرت نجاحًا قويا خصوصًا في وزارة الخارجية، بعد عام 1945. كما وقدمت جامعة جورجتاون جهد منظم لوضع الخريجين في المسارات المهنية الدبلوماسية، في حين أن جامعة برنستون معقل الواسب، عند نقطة واحدة خسرت الدعم من الجهات المانحة بسبب كون عدد قليل من خريجيها كانوا يدخلون وظائف في الحكومة الاتحادية. بحلول العام 1990 كانت نسبة الواسب تفوق نسبة واليهود على صعيدين نخبة الخدمة المدنيّة الاتحاديّة، لكن نسبة النخب اليهودية كانت أكبر بين محامين الشركات.
دينيًا كان الأغلبيّة العظمى من قضاة المحكمة العليا للولايات المتحدة من بين 112 قاضي ترأس المحكمة العليا للولايات المتحدة كان منهم 91 من أصول أوروبيّة بروتستانتيّة؛ ومن بين القضاة البروتستانت كان خمسة وثلاثين أسقفي وتسعة عشر مشيخي وعشرة توحيديين وخمسة ميثوديين وثلاثة معمدانيين. مع تقاعد جون بول ستيفنز في عام 2012 وهو من مواليد سنة 1920، لم يعد في المحكمة العليا للولايات المتحدة قضاة من أصول بروتستانتية أنجلو-ساكوسنية. في عام 2017 تم تعيين نيل غورساتش وهو بروتستانتي من أصول إنجليزية وأيرلندية، لتضم المحكمة العليا للولايات المتحدة خمسة قضاة كاثوليك وثلاثة قضاة يهود وقاضي بروتستانتي. مثال آخر لتقلص هيمنة الواسب هو جامعة كاليفورنيا، والتي كانت مرة معقل للواسب، أصبح حوالي 40% من طلابها الجامعيين من الكاثوليك واليهود. بالإضافة إلى جامعة هارفرد، والتي كانت تاريخياً الخيار المفضل للواسب وكانت الهيئة الطلابية ذات أغلبية ساحقة من الواسب، إنخفضت نسبة البروتستانت فيها من 85% في عام 1905 إلى 20% في عام 2000. بالمقابل إرتفعت نسبة الطلاب الكاثوليك واليهود، في عام 2017 كان حوالي 22.3% من طلاب سنة أولى من الكاثوليك وحوالي 9.5% من اليهود. ومن الجماعات العرقية الأخرى التي أصبحت جزء من الطبقات الثرية والمتعلمة هي العرب الأمريكان ويعتنق أغلبهم الديانة المسيحية، والهنود الهندوس، والفلبينيين الكاثوليك، والأرمن، والإيرانيين، والتايوانيين، والصينيين، والكوريين واليابانيين.
حتى عقد 1950، ظلت طبقة الواسب تهيمن على الحياة السياسية، والأكاديمية والعسكرية في الولايات المتحدة، بالإضافة إلى عالم الأعمال. لكن منذ عقد 1960 شهدت سطوة الواسب الاقتصادية والاجتماعية انخفاضاً، وعلى الرغم من أن الأنجلو-ساكوسن البروتستانت لم تعد النخبة الوحيدة في المجتمع الأميركي والقوة المهيمنة التي تحتكر الاقتصاد والسياسية كما كان قبلًا، الاً أنها ما تزال تحتفظ بالمناصب الرئيسية في جميع أنحاء الولايات المتحدة، ولا تزال جزء وقوة مؤثرة ومهيمنة في صفوف النخبة الثقافية والسياسية. ما تزال أسر الواسب من القوى المسيطرة والنافذة في المصارف والشركات الكبرى. ولا تزال أسر الواسب من الأثرياء القدماء تحتل مرتبة متقدمة في لائحة الاميركيين ال 400 الأكثر ثراء حسب مجلة فوربس، وبحسب المجلة فان ثرواتهم في ازدياد مستمر. كذلك فإن رجال أعمال من أصول أنجلو-ساكوسن بروتستانتية ما زالوا يحتلون المراتب الأولى في لائحة الأميركيين الأكثر ثراءً، أمثال بيل غيتس ووارن بافت وعائلة والتون.

## التأثير الثقافي

### رابطة اللبلاب

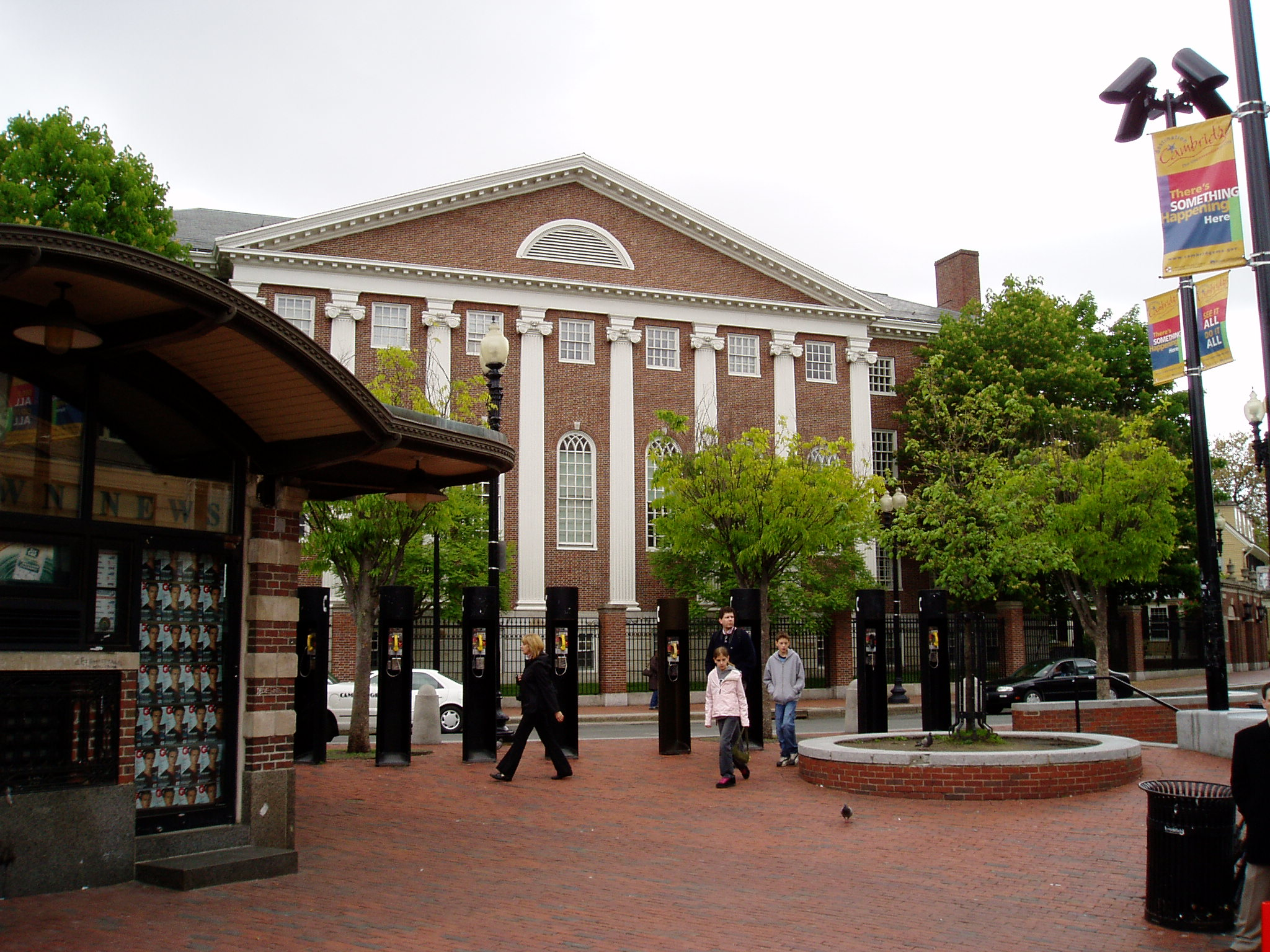
جامعة هارفارد، كانت الهيئة الطلابية بأغلبية ساحقة من الواسب حتى القرن العشرين.

كان لنشوء طبقة الواسب أثر كبير على التركيبة الاجتماعية للولايات المتحدة وقد سيطرت على مؤسساتها وشكلّت الهيكل الاجتماعي للولايات المتحدة من القرن السابع عشر حتى القرن العشرين. العديد من الباحثين، ومنهم الباحث أنتوني سميث، يرون أن رموز وأساطير وذكريات وعادات وقيم وثقافة الولايات المتحدة رسخت من قبل الواسب. ولا يزال حضور الواسب بارز بشكل واضح في المدارس والجامعات المرموقة لا سيما في شمال شرق الولايات المتحدة، ويبرز حضورهم في كل من جامعات رابطة اللبلاب، وكليات الفنون الليبرالية المرموقة، مثل ليتل ايفيو أو كليّات الأخوات السبع. ويستند الدخول إلى هذه الكليات على أساس الجدارة، وتحمل هذه الجامعات المرموقة تراث بروتستانتي، تاريخيًا تأسست هذه الجامعات على أيدي الواسب. ويتعلم الطلاب في هذه الجامعات المهارات التي تشّكل دفعة إلى العمل في الميادين المؤثرة في الثقافة، والاقتصاد، والسياسة. كما وعدد من الجامعات المرموقة ذات الخلفيّة البروتستانتية، تأسست على أيدي رجال دين بروتستانت من الواسب أو كنائس التي شكلت القاعدة الرئيسية للواسب، منها جامعة هارفارد التي تأسست على يد القس البروتستانتي الأبرشاني جون هارفارد وجامعة ييل التي تأسست على يد مجموعة من رجال الدين البروتستانت وجامعة برنستون التي أرتبطت بالكنيسة المشيخية الأمريكية وتعتبر حتى اليوم معقل الواسب. وجامعة بنسلفانيا التي أسسها رجال دين من الكنيسة الأسقفية والميثودية وجامعة كولومبيا التي أرتبطت بالكنيسة الأسقفية الأمريكية وجامعة براون التي أسستها الكنيسة المعمدانية أما كلية دارتموث فقد أسسها القس الأبرشاني إلياعازر ويلوك كجامعة تبشيرية وجامعة ديوك التي أسسها رجل الأعمال واشنطن ديوك وأرتبطت تاريخيًا ورسميًا ورمزيًا مع الكنيسة الميثودية.

### البروتستانتية والقيم الاجتماعية

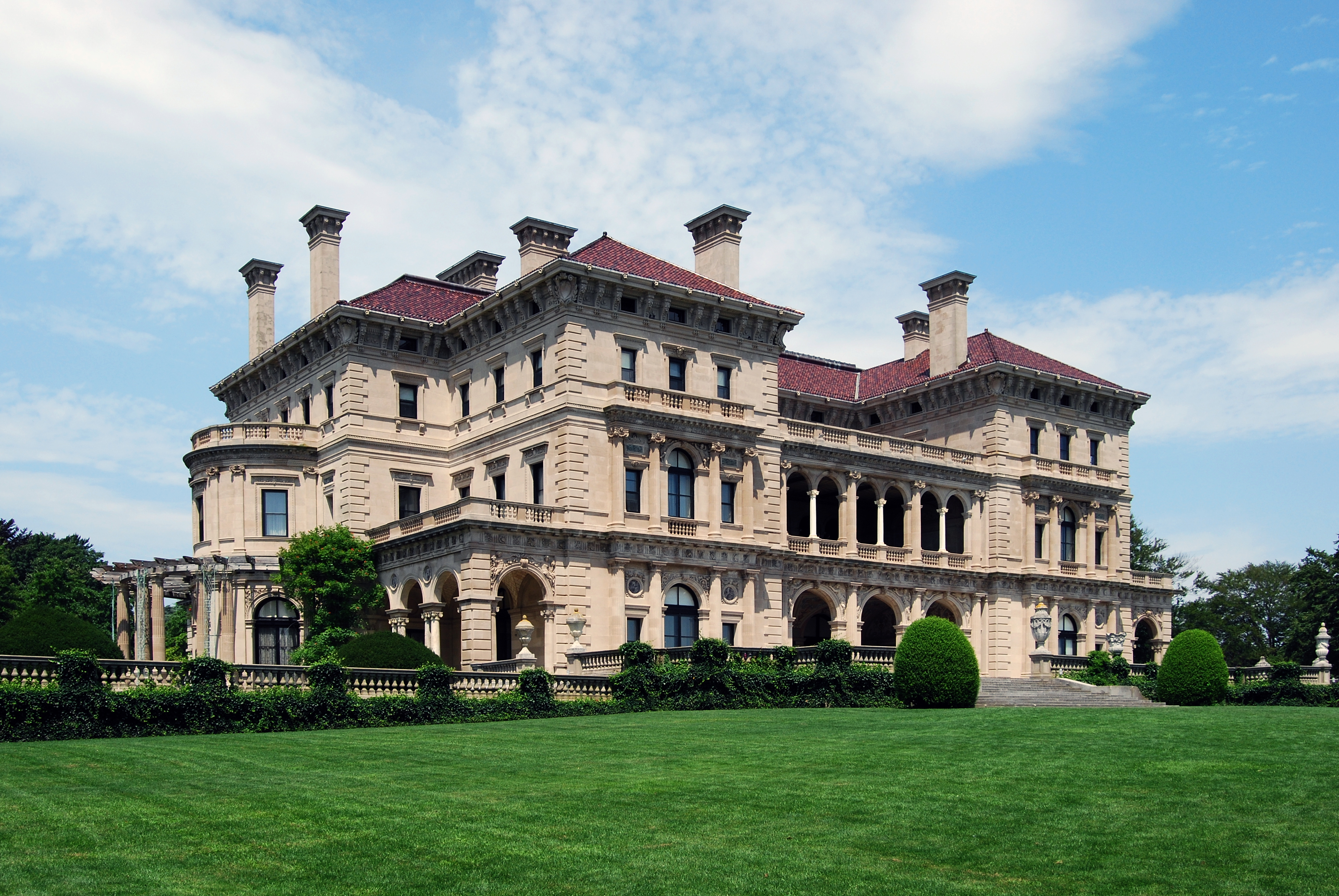
قصر عائلة فاندربيلت، في رود آيلاند، وتعتبر أسرة فاندربيلت إحدى أكثر أسر الواسب المرموقة شهرًة.

كتب ديفيد بروكس، الكاتب في صحيفة نيويورك تايمز أنَّ الواسب يفخرون «بالموقف الجيد، والأخلاق الرفيعة، والنظافة الشخصية، والانضباط غير المجدي، والقدرة على الجلوس لفترة طويلة». ووفقً لما ذكره الكاتب جوزيف إيبستين، طور الواسب أسلوب القيادة الهادئة الباهتة. ولدى أسر الواسب نمط حياة مميز، والذي يتميز بالترف والرفاهية، والعديد من أنماط المعيشة وعاداتها تسّربت من الثقافة البريطانية ومن وسائل التسلية والترفيه لعب الاسكواش والتنس والغولف والفروسية والبولو وجمع اليخوت، إضافة إلى الحفلات الاجتماعية وشرب الشاي، وممارسة هذه النشاطات فيه إشارة إلى المكانة الاجتماعية. وقد أسسّ الواسب نوادي وكنائس خاصة فيهم، وعاشوا في أحياء ارستقراطية في فيلادلفيا وسان فرانسيسكو وميامي بيتش وفي أحياء كستنائي هيل، برينستون في نيو جيرسي، بيفرلي هيلز كاليفورنيا وشاطئ النخيل أو بالم بيتش فلوريدا، إلى جانب بوسطن براهمن والضاحية الشرقية العليا في مانهاتن؛ وبوسطن بيكون هيل وجورج تاون في واشنطن العاصمة. إضافة إلى امتلاكهم قصور من أجل العطل. وغالبية هذه القصور في أحياء ومجّمعات صغيرة للاثرياء مثل كيب كود بولاية ماساتشوستس؛ مارثا فينيارد في ولاية كونيتيكت، وكثيرًا ما ترتبط غرينيتش بوصفها جزء من ثقافة الواسب.
سيطر الواسب على اقتصاد الولايات المتحدة وعلى عدد كبير من الشركات المصرفية والتجارية وشركات الهاي تيك، ولعل أبرز الأمثلة على ذلك يتجلى في منطقة ديترويت حيث سيطر الواسب على الثروة خصوصًا التي جاءت من القدرة الصناعية الضخمة لصناعة السيارات وعلى البنوك في شيكاغو والشركات المالية الأمريكية الضخمة والبورصة في وول ستريت. كما فإن تاريخياً كان غالبية رؤساء جامعات وطلاب جامعة هارفارد وجامعة ييل ومعهد ماساتشوستس للتقنية وجامعة ستانفورد وجامعة برنستون من الواسب. وتاريخيًا إنتمت العديد من العائلات الأمريكية الثرية والغنية الشهيرة مثل عائلة روكفلر، ومورجان، وفورد، وروزفلت، وفاندربيلت، وكارنجي، ودو بونت، وآستور، وفوربس، وعائلة بوش إلى الكنائس البروتستانتية الخط الرئيسي.
لدى الواسب المنتمين إلى الكنيسة الأسقفية والكنيسة المشيخية من أعلى النسب في الحاصلين على شهادة جامعية 74% و64% على التوالي، ويحصّل 63% و60% من الواسب الأسقفيون والمشيخيون على التوالي دخل مالي بأكثر من 70,000 دولار سنويًا. وحوالي 12% من الأسر الأسقفية الأنجلو-ساكوسن لديها ما يزيد على مليون دولار في القيمة الصافية ولا يسبقهم في ذلك سوى اليهود حيث النسبة لديهم 18%. بالإضافة فان النسبة العظمى من الأطباء في النظام الأمريكي هم من الأفراد البيض البروتستانت.

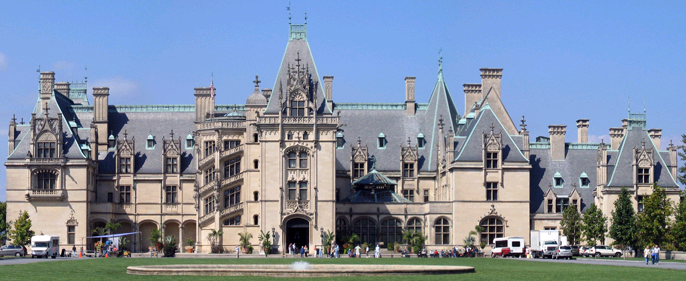
قصر عائلة دو بونت.

في عام 1958، قام عالم الاجتماع الأمريكي جيرهارد لينسكي بتحقيق في منطقة ديترويت في ميشيغان نشره تحت عنوان العامل الديني: دراسة سوسيولوجية الدين في التأثير على السياسة، والاقتصاد، والحياة الأسرية كشف، من بين أفكار أخرى، وجود فروق ذات دلالة إحصائية بين الكاثوليك من جهة والبروتستانت البيض واليهود من جهة أخرى فيما يتعلق بالاقتصاد والعلوم. ودعمت البيانات التي قام بها لينسكي الفرضيات الأساسية لأطروحة ماكس ويبر الأخلاق البروتستانتية وروح الرأسمالية. بحسب لينسكي: «المساهمات البروتستانتية في التقدم المادي، أصبحت بشكل غير مقصود وإلى حد كبير من المنتجات لبعض الصفات البروتستانتية المميزة. وكانت هذه النقطة المركزية في نظرية ويبر». وأشار لينسكي إلى أن جون ويسلي، وهو واحد من مؤسسي الكنيسة الميثودية، قد لاحظ أنَّ «العناية والتدبير» جعلت من الميثوديين أثرياء. حيث يقول لينسكي «في عصر مبكر، كان لكل من الزهد البروتستانتي والتفاني في العمل، كما لاحظ كل من ويسلي ويبر، من الأنماط المهمة التي عملت في تحقيق التقدم الاقتصادي». ومع ذلك، قال لينسكي، أنَّ الزهد أصبح نادر بين المذاهب البروتستانتية الحديثة. بدلاً من ذلك، أصبح لدى البروتستانت البيض واليهود درجة عالية من «الإستقلاليَّة الفكريَّة» والتي سهلت من التقدم العلمي والتقني. في كتابهم الصادر عام 2014 حول صعود وسقوط المجموعات الثقافية الأمريكية، وجدت أساتذة كلية الحقوق بجامعة ييل آمي تشوا وجيد روبنفيلد أن المجموعات العرقية الأمريكية الثلاث الممثلة تمثيلاً زائداً بين الحائزين على جائزة العلمية: البروتستانت البيض واليهود والآسيويون.
كما وقد وجد عدد من الباحثين بين علاقة إيجابية بين ارتفاع معدل الذكاء والواسب المنتمين إلى الكنيسة الأسقفية، فبحسب عدد من الدراسات لدى الواسب الأسقفيون معدل عالي في معدل الذكاء. وأظهر مسح اجتماعي قامت به جامعة شيكاغو علاقة إيجابية بين الكويكرز البيض وارتفاع معدل الذكاء، جنبًا إلى جنب الأسقفيين البيض والمشيخيين واللوثريين البيض واليهود الأشكناز. في دراسة أجريت عام 2009 حول اختلافات الذكاء للأميركيين البيض من خلال الطوائف، سجل الأسقفيين البيض أعلى متوسط معدل الذكاء قدره 113، وبحسب دراسة أجربت عام 2002 سجل الأسقفيين البيض والتوحيديين المسيحيين والكويكرز أعلى متوسط معدل الذكاء وأفضل إداء في اختبار سات SAT بين الطوائف المسيحية في الولايات المتحدة. وفقًا لدراسة نشرتها وال ستريت جورنال وجدت أن اداء الواسب خاصًة الواسب الكويكرز والأسقفيون، في اختبار سات SAT، يعتبر الأفضل مقارنًة مع جماعات دينية أخرى، وهي تتصدر قائمة أولى العشرة طوائف دينية التي حصلّت على أفضل اداء في اختبار سات SAT على مستوى الولايات المتحدة؛ خصوصًا في مادة الرياضيات.

### السجل الاجتماعي

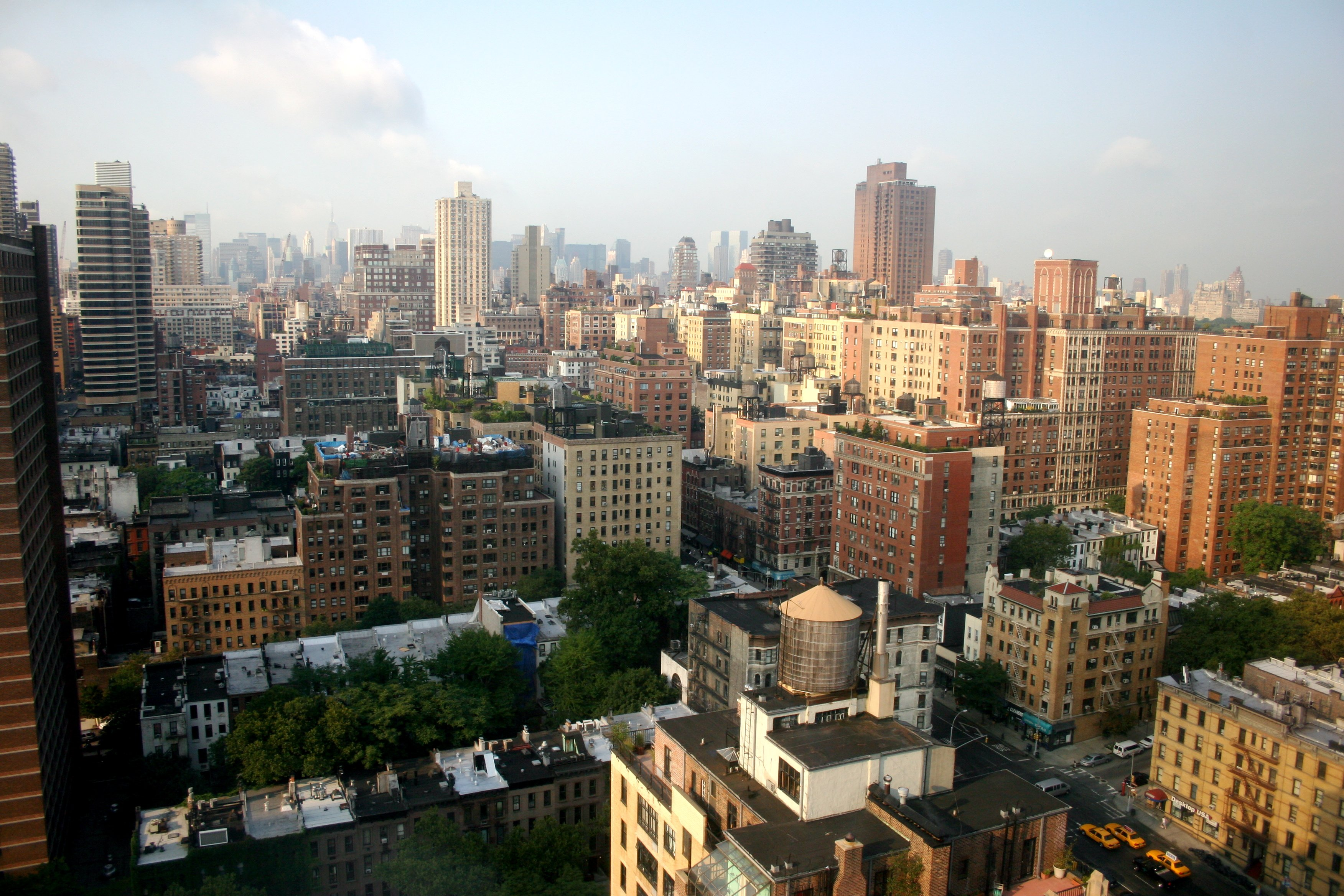
الضاحية الشرقية العليا، في مانهاتن في مدينة نيويورك، وهي من أثرى وأرقى الأحياء في المدينة وتعتبر من معاقل الواسب التاريخيَّة.

ومن خصائص ومميزات الواسب اللهجة، واللباس المترف، والسلوكيات، ويتجلى ذلك في آداب الطبقة العليا لأسر الواسب خاصًة في شمال شرق الولايات المتحدة. وكانت النخبة الاجتماعيَّة للواسب مجموعة صغيرة ومغلقة. وكانت القيادة معروفة جيداً لقراء صفحات المجتمع، ولكن في المدن الكبيرة كان من المستحيل تذكر الجميع، أو تتبع الزواجات والمبتدئين الجدد. وكان الحل هو السجل الاجتماعي، الذي أدرج أسماء وعناوين نحو 1 في المائة من السكان. وكان معظمهم من الواسب، وشملت العائلات التي اختلطت في نفس النوادي الخاصة، وحفلات الشاي، وتعبدت معاً في نفس الكنائس المرموقة، ومولت الجمعيات الخيريَّة، وعاشت في أحياء حصرية، وأرسلت بناتهن إلى المدارس الراقية، وأرسلت عائلات الواسب أبنائها إلى الجامعات العريقة. وفي ذروة هيمنة الواسب على المجتمع الأمريكي، حدد السجل الاجتماعي الطبقات الاجتماعية الراقية. وذكرت صحيفة نيويورك تايمز في عام 1997:
| واسب | ذات مرة، كان السجل الاجتماعي مذهلاً في الدوائر الاجتماعية في نيويورك.... في أيامنا هذه، ومع تضاؤل نخبة الواسب كقوة اجتماعية وسياسية، فإن دور السجل كحكم لمن يُحسب ومن لا تقريباً أصبح مفارقة تاريخية. في مانهاتن، حيث توجد الجمعيات الخيريَّة في منتصف الموسم الاجتماعي، تكون اللجان المنظمة مرصعة بالنجوم من النشر، وهوليوود، وول ستريت، والنسب العائلي يكاد يكون غير ذي صلة. | واسب |

صُممت السجلات الاجتماعية كدليل للنخبة الاجتماعية في بالتيمور وبوسطن وشيكاغو ونيويورك وفيلادلفيا وبيتسبرغ وبروفيدنس وسان فرانسيسكو وسياتل وواشنطن العاصمة، بالإضافة إلى «المدن الجنوبية».

### الحضور في المجتمع

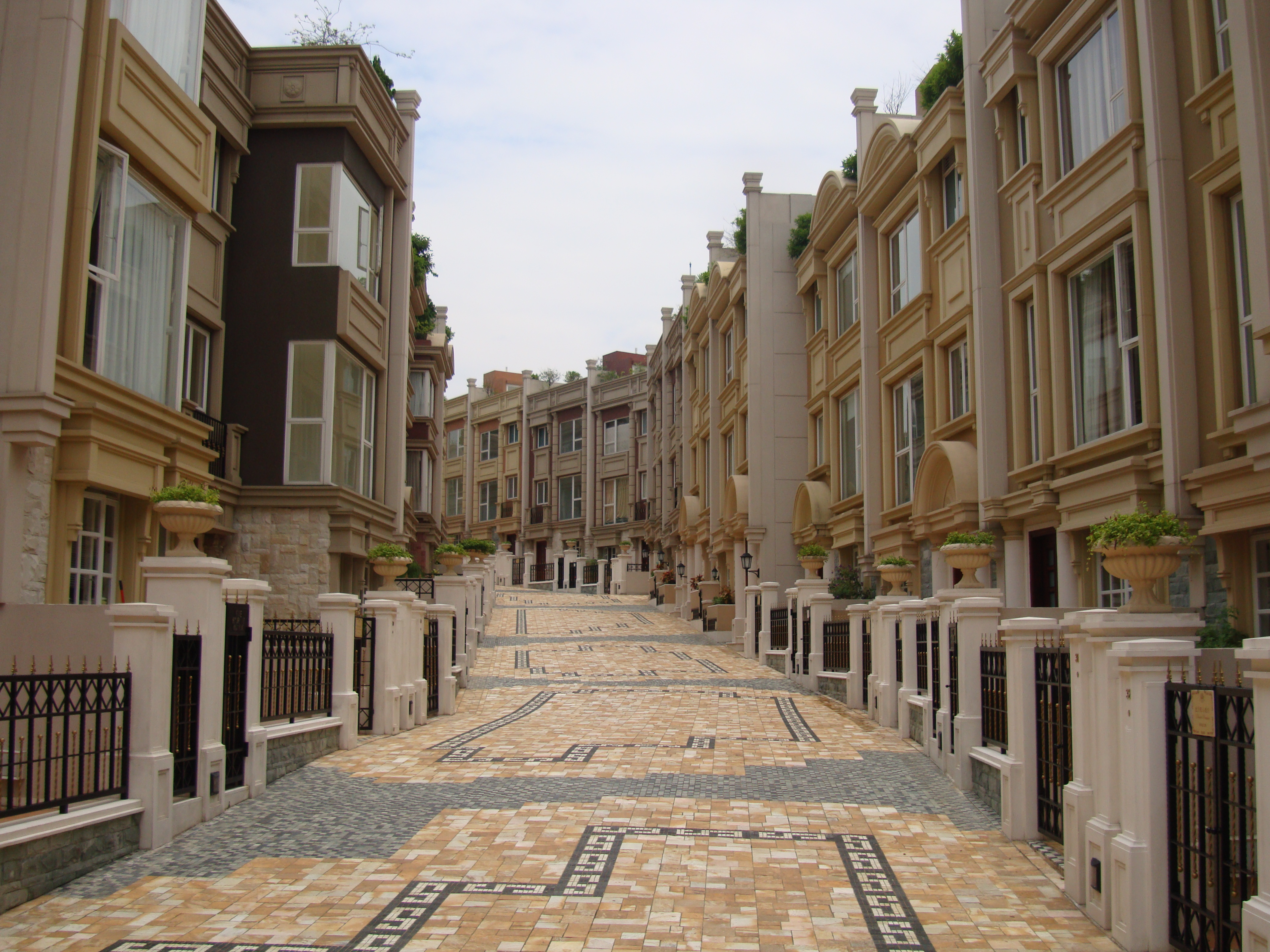
حي سكني يقطنه عائلات من الواسب في بيفرلي هيلز كاليفورنيا.

في القرن العشرين، كان أتباع الكنيسة الأسقفية، وهو المذهب التقليدي الأكثر انتشاراً بين الواسب، يُميلون إلى أن يكونوا أكثر ثراءً وأكثر تعليماً (نسبة الحاصلين على درجات جامعية ودراسات عليا بالنسبة للفرد) بالمقارنة مع معظم الجماعات الدينية الأخرى في الولايات المتحدة، ونفوذ كبير في عالم الإقتصاد والسياسية حيث أنّ نسبهم تفوق نسبتهم السكانيّة وبشكل غير متناسب بين رجال الأعمال الأميركيين وفي الروافد العليا للأعمال الأمريكية، وفي القانون والسياسة، وخاصًة في الحزب الجمهوري. تم تأسيس العديد من أقدم المؤسسات التعليمية في البلاد، مثل جامعة هارفرد وجامعة ييل وجامعة بنسلفانيا وجامعة كولومبيا وجامعة برينستون وكلية دارتموث وجامعة بنسيلفانيا وجامعة ديوك وجامعة بوسطن وجامعة فاندربيلت وجامعة براون، من قبل رجال دين بروتستانت أو أشخاص مرتبطين بطبقة الواسب. وفقًا لمركز بيو للأبحاث، فإن الكنيسة الأسقفية «غالبًا ما يُنظر إليها على أنها المؤسسة الدينية الأكثر ارتباطًا بالمؤسسة الحاكمة الأمريكية، وقد أنتجت العديد من أهم قادة الأمة في عالم السياسة والأعمال». حوالي رُبع رؤساء الولايات المتحدة (11) كانوا أعضاء في الكنيسة الأسقفية.
كان أعضاء براهمن بوسطن أو نخبة بوسطن، والذي يُنظر إليهم على أنهم أهم النخب الاجتماعية والثقافية في الولايات المتحدة، مرتبطين غالبًا بالطبقة العليا الأمريكية، وجامعة هارفارد، والكنيسة الأسقفية. وكان أعضاء طبقة المال القديم في الولايات المتحدة مرتبطين بشكل نموذجي بوضع «البروتستانت البيض الأنجلو ساكسون»، وكانوا أعضاء في الكنيسة الأسقفية والمشيخية بالدرجة الأولى. خلصت دراسة أجرتها مجلة فورتشن في عقد 1970 أنّ واحد من كل خمسة أكبر الشركات في الولايات المتحدة تُدار من قبل الأسقفيين. وأنَّ واحدة من ثلاثة أكبر وأقوى البنوك في البلاد، يرأسُها أسقفيين. تاريخيًا إنتمت العديد من العائلات الأمريكية الأكثر ثراءاً مثل آل عائلة روكفلر، آل آستور، وآل فاندربيلت، وآل مورجان، وآل فورد، وآل روزفلت، وآل كارنجي، وآل دو بونت، وآل ميلون، وآل فوربس، وآل بوش إلى طبقة الواسب البروتستانت.
شكل أتباع الكنيسة الأسقفيَّة والمشيخيَّة والأبرشانيَّة حوالي 53% من نخب السلطة المجمعة والتي تتضم المصرفيين ورجال أعمال والسياسيين والدبلوماسيين والقضاة والمحامين والضباط العسكريين، والنخب الثقافيَّة والتي تتضمن المعلمين والعلماء والأطباء والمهندسين والمحررين والمؤلفين والفنانين والممثلين والعاملين الدينيين والاجتماعيين) في أوائل عقد 1930؛ وحوالي 35% في عام 1992، ويعود ذلك الانخفاض إلى ارتفاع المستوى التعليمي والاقتصادي للكاثوليك واليهود في المجتمع الأمريكي.

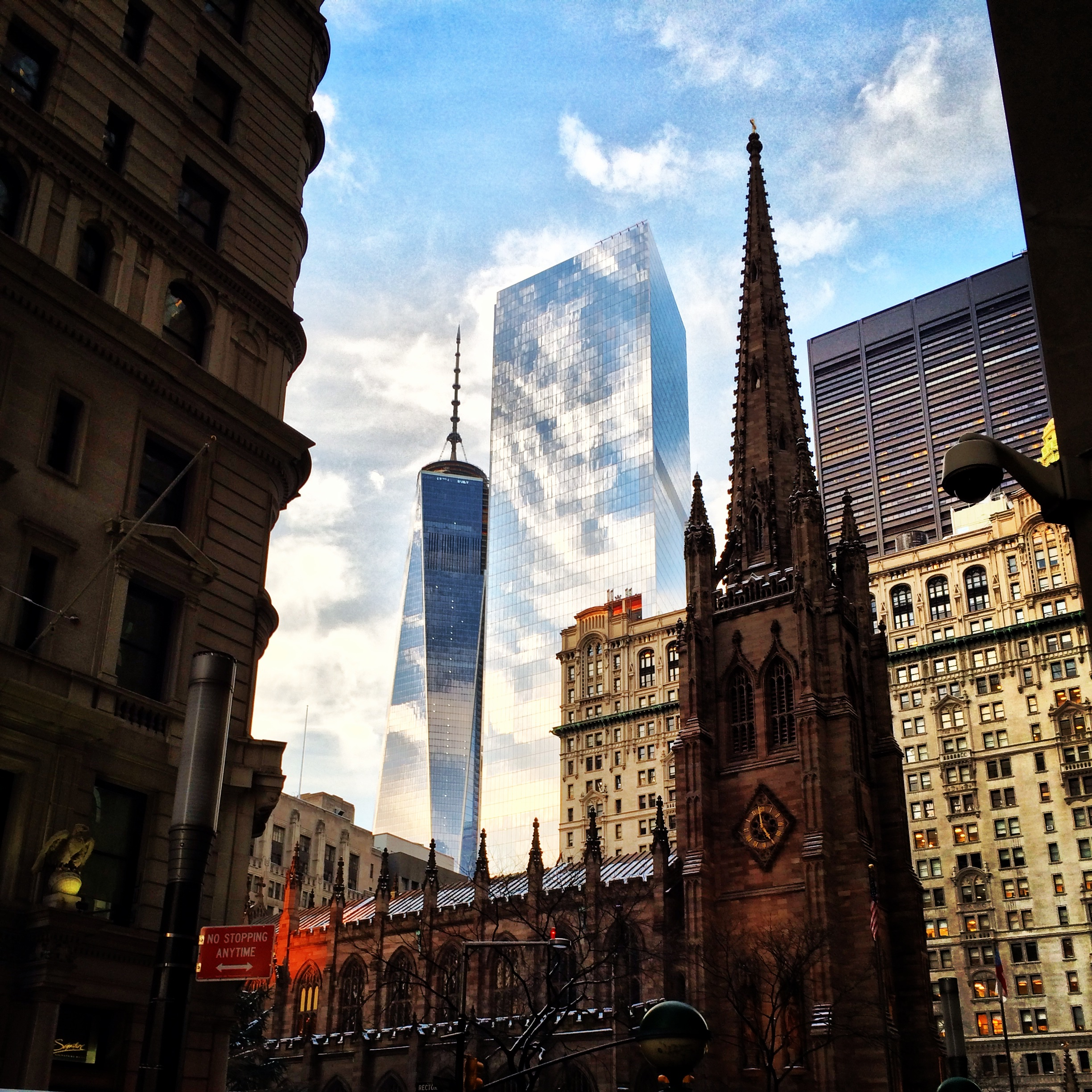
كنيسة ترينيتي في مانهاتن، مدينة نيو يورك.

في قائمة فوربس 400 التي تصدرها مجلة فوربس، وجدت أنّ من بين ال400 ملياردير في الولايات المتحدة شكّل الواسب البروتستانت (تتضمن المجموعة الإيرلنديون الكاثوليك) سنة 2010 (50.5% أي 202 ملياردير) مقارنةً ب (51.75%) سنة 2009 و (72%) في سنة 1987 حيث شكَّل الواسب حتى سنوات ال90 الغالبيَّة العظمى بين قائمة المليارديرات؛ رافق هذا الانخفاض في النسبة ارتفاع ملحوظ في نسبة وعدد المليارديرات من المجموعات العرقيَّة والدينيَّة الأمريكيّة الأخرى أبرزها كان اليهود أو نصف يهود (144 ملياردير سنة 2010) والكاثوليك من أصول إيطالية وبولندية (24 ملياردير) واليونانيين الأرثوذكس (7 مليارديرات) والمسيحيين الشرق أوسطيين (8 مليارديرات) والشرق الآسيويين (8 مليارديرات) والهنود (4 مليارديرات) واللاتينيين الكاثوليك (2 ملياردير) والأمريكيين من أصول أفريقية (1 ملياردير). دينيًا الأغلبيّة العظمى من قضاة المحكمة العليا للولايات المتحدة كانوا من البروتستانت، في القرن التاسع عشر كان جميع القضاة من أصول أوروبيّة بروتستانتيّة. من بين 112 قاضي ترأس المحكمة العليا للولايات المتحدة كان منهم 91 بروتستانتي؛ ومن بين القضاة البروتستانت كان خمسة وثلاثين أسقفي وتسعة عشر مشيخي وعشرة توحيديين وخمسة ميثوديين وثلاثة معمدانيين. في حين كان عدد القضاة الكاثوليك سبعة عشر، في حين ترأس ثمانية قضاة يهود المحكمة العليا للولايات المتحدة.
وفقاً لإحصائيات كتاب النخبة العلميّة: الحائزين على جائزة نوبل في الولايات المتحدة من قبل الباحثة هارييت زوكرمان، وفي مراجعة للحائزين على جائزة نوبل من الولايات المتحدة، والتي تم منحها في الفترة ما بين عام 1901 وعام 1972، كان 72% من الأمريكيين الحائزين على جائزة نوبل من البروتستانت خصوصاً من المذهب الأسقفي والمشيخي واللوثري، كما وذكرت الدراسة التي نُشرت في كتاب النخبة العلميّة: الحائزين على جائزة نوبل في الولايات المتحدة أنّ 60% من الحائزين على جائزة نوبل في الطب في الولايات المتحدة بين الأعوام 1901-1972 هم من خلفية بروتستانتية، ويُشّكل العلماء من الخلفية البروتستانتية نسبة 84.2% من الأمريكيين الحائزين على جائزة نوبل في الكيمياء بين الأعوام 1901-1972، ويشكلون أيضًا نسبة 58.6% من الأمريكيين الحائزين على جائزة نوبل في الفيزياء. تشير الدراسة أيضًا إلى أنّ 70.3% من النخبة العلميّة في الولايات المتحدة من خلفية بروتستانتية مقابل 20% من خلفية كاثوليكية و9.3% من خلفية يهودية؛ يُذكر أنّ حوالي 60.9% من نخبة الأطباء في الولايات المتحدة هم من خلفية بروتستانتية، فضلًا عن 74.1% من نخبة علماء الكيمياء و68.2% من نخبة علماء الفيزياء هم من البروتستانت.

### الموضة
ذكرت صحيفة نيويورك تايمز في عام 2007 أن هناك اهتماماً متزايداً في ثقافة الواسب. وفي استعراضهم لكتاب سوزانا سالك «للحياة المميزة: الاحتفال بأسلوب الواسب»، ذكر التقرير أنَّ سالك «جادة في الدفاع عن فضائل قيم الواسب، ومساهمتها في الثقافة الأمريكية». وبحلول عقد 1980، أصبحت العلامات التجارية مثل لاكوست ورالف لورين وشعاراتها مرتبطة بأسلوب الموضة السابق الذي ارتبط بثقافة الواسب.

## التأثير في الحياة السياسية

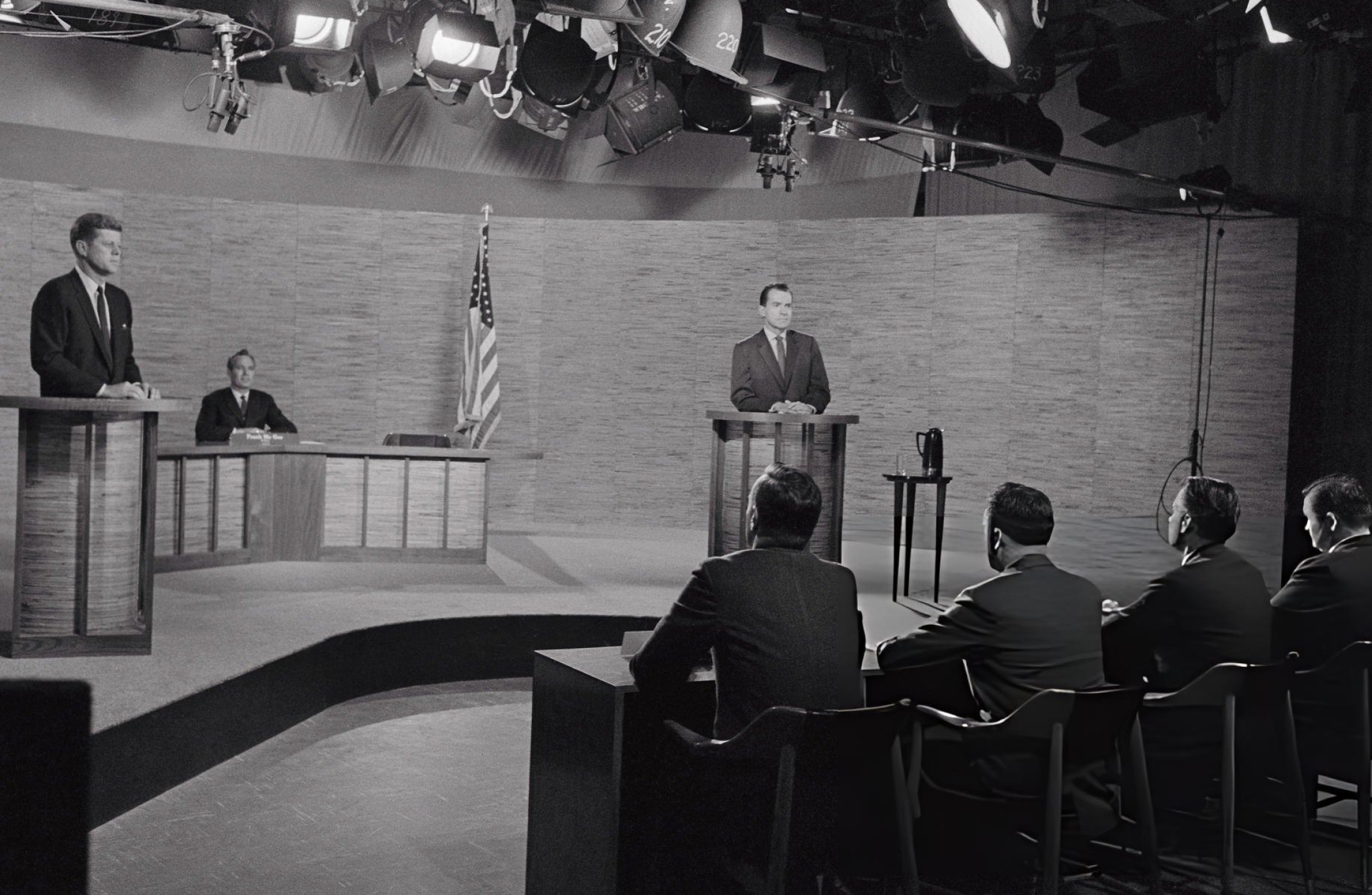
مناظرة سياسية بين جون كينيدي وريتشارد نيكسون.

يعتبر الواسب اللاعبين الرئيسيين في الحزب الجمهوري حيث يركز الحزب الجمهوري على المساواة وتكافؤ الفرص والحفاظ على تماسك الأسرة عبر رفض تشريع قوانين مثل زواج المثليين. وخلافًا للحزب الديمقراطي، فإن الحزب الجمهوري الحر يرفض زيادة الضرائب على المواطنين الأميركيين وأصحاب الدخل المحدود. تقليديًا أعتبر الحزب الجمهوري حزب كل من الأثرياء ورجال الأعمال لاقتراب ايدولوجته للطبقة الثرية وبالتالي شكل تاريخيًا الواسب الداعم الأساسي الحزب الجمهوري، حتى اليوم لا يزال أغلبية الواسب تصوت للحزب الجمهوري إذ يصوت حوالي 55% من الواسب للحزب الجمهوري، على الرغم من أن النسبة كانت 75% قبل سنة 1963.
ولا يزال يعتبر حتى اليوم حزب الأثرياء والمتعلمين فذوي الدخل المرتفع من الناخبين يميلون إلى تأييد الحزب الجمهوري. فاز الرئيس الأمريكي جورج بوش 20% من الناخبين الفقراء في عام 2004، وأصوات 55% من الناخبين الأكثر غنى، وحوالي 53% من أصوات الناخبين من الطبقة الوسطى. إذ يميل المحصلين على دخل منخفض لتصويت لصالح الحزب الديمقراطي. في انتخابات مجلس النواب عام 2006، وكانت للناخبين من ذوي الدخل أكثر من 50,000 دولار 49% جمهوريين. كذلك فان الجمهوريون أكثر احتمالًا من الديمقراطيين لنيل شهادات جامعية لمدة 4 سنوات.
السياسيون مثل سالنستال يفيريت من ولاية ماساتشوستس، وبريسكوت بوش من كونيتيكت ونيلسون روكفلر في نيويورك مثلوا الجمهوري الليبرالي سليل الطبقة الاجتماعية الراقية، وتبنوا وجهات نظر حول السياسة الخارجية الأممية، ودعموا البرامج الاجتماعية، وعقدوا وشجعوا على ليبرالية وجهات النظر حول قضايا مثل التكامل العنصري. بينما هيمن الكاثوليك على الحزب الديمقراطي وعلى الساحة السياسية في المدن الكبرى. خصوصًا في الشمال الشرقي والغرب الأوسط للولايات المتحدة، وهم غالبًا من أصول أيرلندية.
وكانت المواجهة الشهيرة لانتخابات مجلس الشيوخ عام 1952 في ماساتشوستس حيث واجه الكاثوليكي جون كينيدي منافسه سليل عائلة من الواسب هنري كابوت لودج الابن، وفي 20 يناير 1961 تولى جون كينيدي رئاسة الولايات المتحدة ليكون أول رئيس لا ينتمي للواسب في الولايات المتحدة.

## صورة الواسب في الثقافة الشعبية

ملصق فيلم ابتسامة الموناليزا وهي من الأفلام التي تتناول مجتمع الواسب.

غالبًا ما تصور الصورة النمطية حول الواسب في كونهم بيض البشرة. بقطن أغلبهم في نيو إنجلاند، أو من سكان نيويورك، والساحل الشمال شرقي، من خلفية ثرية وهم شديدو الثراء. في المفهوم الشعبي الأنجلو-ساكوسن بروتستانت لا تعني فقط الإنجليز بل تشمل أحيانًا البروتستانت من أصول أيرلندية، ألمانية، هولندية بمعنى أوسع الأثرياء البيض البروتستانت.
ومن الصور النمطية المرتبطة بهم المستوى التعليمي العالي، كونهم درسوا وتخرجوا من مدارس وجامعات مرموقة.
كذلك من الصور المرتبطة في الثقافة الأميركية حول الواسب، هوسهم بلعبة الغولف والاجتماع في نوادي راقية وهوسهم في النظافة والإستحمام. بالإضافة إلى انتمائهم إلى الكنيسة الاسقفية والمشيخية. بالإضافة إلى بعض الصور السلبية مثل التحفظ والبرود تعود بعض الصور النمطيو السلبية إلى هيمنة الواسب وتفردهم في اقتصاد وسياسية الولايات المتحدة خلال القرن الثامن عشر والتاسع عشر وحتى القرنين العشرين والواحد والعشرين مما سبب عداء وشعور سلبي تجاه هذه الطبقة وظهرت أيضًا مصطلحات دينية-طبقة مثل الواسب والبابويين التي تصف الكاثوليك خصوصاً من أصول آيرلنديَّة وإيطاليَّة.
جدير بالذكر بان الأفراد ممن يُعرفون بالواسب ويطلق عليهم هذه اللقب لا يستعملونه الا في سبيل الدعابة والمزاح، إذ عادةً ما تستخدم هذا المصطلح من قبل المجموعات العرقية والدينية الغير الأنجلو-ساكوسنية بروتستانتية إذ لا يحبذ الواسب تسمية الواسب.
كما فمصطلح الواسب لا يقتصر استعماله في الولايات المتحدة، ففي أستراليا وكندا يستخدم هذا المصطلح في وصف البروتستانت البيض والأثرياء ذوي النفوذ السياسي والاجتماعي.
رسخّت سينما هوليوود وثقافة البوب من خلال أفلام مثل ابتسامة الموناليزا وعصابات نيويورك وقابل الوالدين وقابل آل فوكر أو المسلسلات التلفزيونية مثل ديرتي سكسي ماني وفتاة النميمة وربات بيوت يائسات ودكتور جريجوري هاوس ولاس فيغاس وجريك وميرفي براون، الصورة النمطية حول الواسب في كونهم فاحشي الثراء ومستواهم التعليمي عالي، متعجرفين، باردي الأعصاب، محافظين اجتماعيًا وسياسيًا، مهووسين في الإتيكيت والآداب العامة ولعبة الغولف. وأستخدمت الأفلام الأمريكية بما في ذلك آني هال (فيلم) وقابل الوالدين الصراعات بين عائلات الواسب والعائلات اليهودية الحضرية من أجل التأثير الكوميدي المحتمل.
وقامت مسرحية «الدانتيل القديم» و«برودواي» عام 1939، والتي كُيفت في وقت لاحق في فيلم هوليودي صدر عام 1944، بالسخرية من النخبة الأمريكية القديمة. وكان الكاتب المسرحي ألبرت رامسديل غرني جونيور (1939-2017)، وهو نفسه من خلفيَّة واسبيَّة، بكتابة سلسلة من المسرحيات والتي أطلق عليها «الدراسات الذكية من الصعود الواسب في التراجع». وقال غرني لصحيفة واشنطن بوست في عام 1982:
| واسب | يمتلك الواسب ثقافة وتقاليد، وخصوصيات، ومراوغات، وإشارات خاصة وطواطم نمررها إلى بعضنا البعض. لكن ثقافة الواسب، أو على الأقل هذا الجانب من الثقافة التي أتحدث عنها، تكفي في الماضي حتى نتمكن الآن من النظر إليها بشيء من الموضوعية، ونبتسم بها، وحتى نُقدِّر بعض قيمها. كان هناك تقارب في الأسرة، والالتزام بالواجب، والمسؤولية الرصينة، وهو ما أعتقد أنه يجب علينا القول أنه لم يكن سيئًا تمامًا". | واسب |

## طالع أيضًا
- المجتمع البروتستانتي الراقي.
- نخبة.
- يانكي.
- تطهيرية.
- أخلاق العمل البروتستانتية.
- وعاء السلطة (فكرة ثقافية).